# Tetris
Pour les articles homonymes, voir Tetris (homonymie).
Vous lisez un « article de qualité » labellisé en 2015.
Tetris est un jeu vidéo de puzzle conçu par l'ingénieur soviétique Alekseï Pajitnov à partir de 1984 sur Elektronika 60. Lors de la création du concept, Pajitnov est aidé de Dmitri Pavlovski et Vadim Guerassimov pour le développement. Le jeu est édité par plusieurs sociétés au cours du temps, à la suite d'une guerre pour l'appropriation des droits à la fin des années 1980. Le déroulement précis du développement et des premières commercialisations est encore débattu dans les années 2010. Après une exploitation importante par Nintendo, les droits appartiennent depuis 1996 à la société The Tetris Company.
Tetris met le joueur au défi de réaliser des lignes complètes en déplaçant des pièces de formes différentes, les tétrominos, qui défilent depuis le haut jusqu'au bas de l'écran. Les lignes complétées disparaissent tout en rapportant des points et le joueur peut de nouveau remplir les cases libérées. Le jeu n'a pas de fin : le joueur perd la partie lorsqu'un tétromino reste bloqué en haut. Il doit donc résister le plus longtemps à la chute continue des tétrominos, afin de réaliser le meilleur score. Dans le cas d'une partie à plusieurs, le but est de résister plus longtemps que son adversaire, sachant qu'il est possible de s'envoyer des malus en réalisant des combinaisons de lignes. Selon le journaliste Bill Kunkel, « Tetris répond parfaitement à la définition du meilleur en matière de jeu : une minute pour l'apprendre, une vie entière pour le maîtriser ».
Bâti sur des règles simples et exigeant intelligence et adresse, ainsi que vitesse d'adaptation (rapidité de vision tactique, de décision et d'intervention), il est considéré comme un des grands classiques de l'histoire du jeu vidéo aux côtés de Pong, Space Invaders ou encore Pac-Man. Le jeu est adapté sur la plupart des supports de jeu, aussi bien sur ordinateurs que sur consoles de jeux et téléphones mobiles. Certaines versions apportent des variantes comme un affichage 3D, un système de réserve ou encore du jeu multijoueur.
En 2010, Tetris compte plus de 170 millions d'exemplaires vendus dans le monde depuis 1984. Disponible sur plus de 65 plates-formes, sa version la plus mémorable est sur Game Boy, avec 30 260 000 unités écoulées. Dans le même temps, en avril 2014, il est annoncé que la franchise a atteint plus de 425 millions de téléchargements (en comptant les téléchargements non payants) sur téléphone mobile depuis 2005.
Tetris est ancré dans la culture populaire et sa notoriété dépasse celle de la sphère vidéoludique, avec des imitations du jeu sur des bâtiments, de nombreuses reprises du thème original ou encore des costumes de tétrominos. Le jeu fait également l'objet de différents travaux de recherches : plusieurs universitaires ont analysé sa complexité théorique, alors que d'autres ont montré les effets sur le cerveau après une session de jeu, notamment l'effet Tetris.

## Système du jeu

### Généralités

Exemple de partie de Tetris sur le clone libre JsTetris.

Tetris est principalement composé d'un champ de jeu où des pièces de formes différentes, appelées « tétrominos », descendent du haut de l'écran. Durant cette descente le joueur peut uniquement déplacer les pièces latéralement et leur faire effectuer une rotation sur elles-mêmes jusqu'à ce qu'elles touchent le bas du champ de jeu ou une pièce déjà placée. Le joueur ne peut ni ralentir la chute des pièces, ni l'empêcher, mais il peut dans certaines versions l'accélérer,.
Le but pour le joueur est de réaliser le plus de lignes possibles, afin de garder de l'espace pour placer les futures pièces. Une fois une ligne complétée, elle disparaît, et les blocs placés au-dessus chutent d'un rang. Si le joueur ne parvient pas à faire disparaître les lignes suffisamment vite, l'écran peut alors se remplir jusqu'en haut. Lorsqu'un tétrimino dépasse du champ de jeu, et empêche l'arrivée de tétriminos supplémentaires, la partie se termine,. Le joueur obtient un score, qui dépend essentiellement du nombre de lignes réalisées lors de la partie.
Le jeu ne se termine donc jamais par la victoire du joueur. Avant de perdre, le joueur doit tenter de compléter un maximum de lignes. Pour ce faire, il peut éliminer plusieurs lignes d'un coup, ce qui lui rapporte des points de bonus dans la plupart des versions du jeu. Il est possible de compléter jusqu'à 4 lignes en même temps, grâce au tétrimino en I : ce coup est appelé un Tetris, comme le nom du jeu.

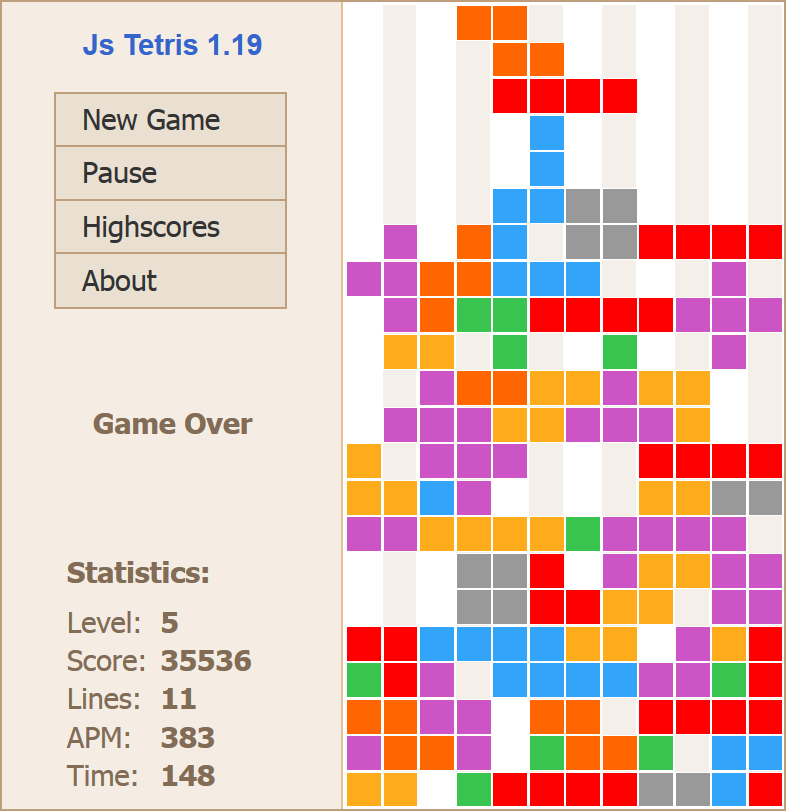
Fin de partie sur le clone libre JsTetris.

Au fur et à mesure que le joueur complète des lignes, son niveau augmente, accroissant le nombre de points réalisés par ligne complétée. Dans la plupart des versions sur jeu, la vitesse de chute des pièces augmente à chaque prise de niveau, laissant moins de temps au joueur pour réfléchir au placement. Le principal objectif pour le joueur consiste alors non pas à gagner, comme dans la plupart des jeux vidéo, mais à obtenir le plus grand score, via des combinaisons et de l’endurance. Dans la version d'origine, lorsque le joueur réalise un score égal ou supérieur à 100000 points, une fusée décolle, après quoi apparait le tableau des trois meilleurs scores.
Selon le journaliste Bill Kunkel, « Tetris répond parfaitement à la définition du meilleur en matière de jeu : une minute pour l'apprendre, une vie entière pour le maîtriser ». Contrairement à beaucoup de jeux, le joueur doit construire plutôt que détruire. Mais, lorsque le joueur arrive à remplir une ligne, elle disparait, laissant finalement à la vue du joueur uniquement les lignes non finalisées et ses erreurs. Le rôle du joueur est donc de constamment corriger ses erreurs.
Depuis 1996, The Tetris Company a défini en interne des spécifications (ou guidelines) que les éditeurs doivent respecter afin de se voir octroyer les droits sur la licence. Plusieurs interviews de Henk Rogers permettent d'en connaître une partie du contenu : correspondance des boutons et des actions, taille du champ de jeu, système de rotation, etc.,.

### Pièces du jeu
Les pièces de Tetris, sur lesquelles repose entièrement le jeu, sont des « tétriminos ». Le nom a évolué au cours du temps : alors que les mathématiciens préfèrent le terme « tétromino », les jeux Tetris des années 1990 utilisent différents termes : « blocs », « tétramino », etc.,, Dans les années 2000, le terme officiel devient « tétrimino » dans les guidelines. Il en existe sept formes différentes, toutes basées sur un assemblage de quatre carrés, d'où le mot « Tetris » du préfixe grec tetra- qui signifie « quatre ». Le joueur peut faire tourner plusieurs fois, à gauche et/ou à droite selon la version, de 90° n'importe quel bloc pour le poser de la façon désirée pendant qu'il descend.
| Forme       | Appellation | Autres appellations                           | Construction                                                                      |
| ----------- | ----------- | --------------------------------------------- | --------------------------------------------------------------------------------- |
| Tétrimino I | Tétrimino I | « Bâton », « ordinaire », « barre », « long » | Quatre carrés alignés.                                                            |
| Tétrimino O | Tétrimino O | « Carré », « bloc », « cube »                 | Méta-carré de 2x2.                                                                |
| Tétrimino T | Tétrimino T | « Té »                                        | Trois carrés en ligne et un carré sous le centre                                  |
| Tétrimino L | Tétrimino L | « L » , « lambda »                            | Trois carrés en ligne et un carré sous le côté gauche.                            |
| Tétrimino J | Tétrimino J | « L inversé », « gamma »                      | Trois carrés en ligne et un carré sous le côté droit.                             |
| Tétrimino Z | Tétrimino Z | « Biais »                                     | Méta-carré de 2x2, dont la rangée supérieure est glissée d'un pas vers la gauche. |
| Tétrimino S | Tétrimino S | « Biais inversé »                             | Méta-carré de 2x2, dont la rangée supérieure est glissée d'un pas vers la droite. |

Tous les tétriminos sont capables de remplir au moins deux lignes : hormis le tétrimino I, ils se placent tous obligatoirement sur 2 ou 3 lignes et permettent ainsi de faire des coups rapportant plus de points. Les tétriminos J et L permettent de remplir 3 lignes, après une rotation de 90° ou de 270°. De la même façon, le tétrimino I peut compléter jusqu'à 4 lignes en vertical, réalisant le coup nommé « Tetris ».
Chacune des sept pièces est d'une couleur propre, et certains joueurs désignent les pièces seulement par ce détail. Cependant, dans les premières versions du jeu, la couleur des pièces varie généralement d'un jeu à l'autre. Pour éviter ce problème, The Tetris Company a associé une couleur à chaque pièce dans ses guidelines.

### Champ de jeu et chute des tétriminos
Le champ de jeu, ou « puits » dans les anciens Tetris et « matrice » dans les plus récents, est l'espace dans lequel tombent les tétriminos. Il dispose toujours d'une grille en arrière-plan, visible ou non, dont les cases sont de la même grandeur que les carrés des tétriminos, et que ceux-ci suivent dans leur chute. Ce champ de jeu est de dix cases de largeur et de vingt-deux cases de hauteur selon les Tetris Guidelines, bien que certains fassent exception, comme Tetrinet (douze cases de largeur) et Tetris Jr. (huit cases de largeur).
Dans ce champ de jeu, les tétriminos chutent à partir du haut, avec une vitesse déterminée par le niveau de la partie. Plus le niveau est élevé, plus les pièces tombent vite, obligeant le joueur à placer de plus en plus vite les tétriminos. La plupart des versions accordent un bonus de points lorsque le joueur accélère la vitesse de la chute d'un bloc (appelé soft drop, habituellement assigné à la touche bas de la flèche directionnelle de la manette de jeu). Ce bonus est habituellement proportionnel au temps d'appui. De la même façon, le mouvement hard drop, en appuyant sur la touche haut, permet de poser directement le tétrimino dans la colonne et la position dans laquelle elle est lors de la chute. Cette action rapporte également un bonus de points dans la plupart des versions.
Au-delà du champ de jeu, la majorité des versions de Tetris disposent de plusieurs informations contextuelles. L’élément le plus courant est l'affichage du nombre de lignes complétées depuis le début du jeu, le score (en fonction du nombre de lignes complétées et la vitesse de placement du joueur) et le niveau courant qui détermine la vitesse de chute des pièces.
Ce cadre d'information peut également indiquer le tétrimino suivant, permettant au joueur d'anticiper le coup suivant. Les versions récentes du jeu, notamment Tetris DS, peuvent donner une vue sur les 4 ou 6 pièces suivantes, et intègrent une réserve dans laquelle une pièce peut être stockée temporairement, affichée à côté du champ de jeu.

### Mode multijoueur

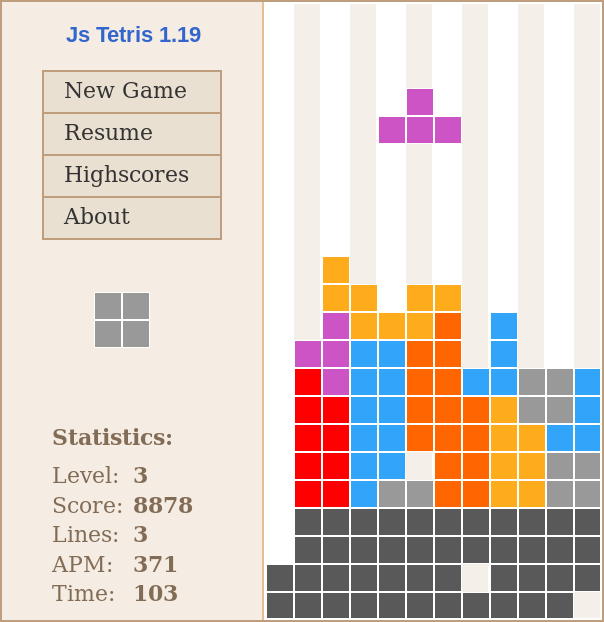
Simulation d'une partie multijoueur, où le joueur actuel a reçu 4 lignes de malus de la part de l'adversaire.

Certaines versions intègrent des modes de jeu à plusieurs. Le mode multijoueur apparaît la première fois sur Game Boy, où deux joueurs peuvent s'affronter avec deux consoles via le Câble link. Tout comme dans la version solo, le but est de contenir les pièces dans le champ de jeu le plus longtemps possible. Le gagnant peut être déterminé selon plusieurs critères : nombres de points, de lignes réalisées, etc. Sur Game Boy, par exemple, le vainqueur est le premier à réaliser 30 lignes ou à faire perdre l'adversaire.
Chaque joueur a son terrain de jeu et peut envoyer des malus à son adversaire en réalisant plusieurs lignes. Ces malus sont des lignes incomplètes, où il manque un bloc, qui s'ajoutent en bas du tableau de jeu de l'adversaire. Ainsi, réaliser 2 lignes en un coup, en ajoute une chez l'adversaire. De même, 3 lignes en ajoutent 2 et un Tetris en ajoute 4. Dans ces lignes, le bloc manquant n'est pas nécessairement à la même place à chaque fois, afin d'éviter de fournir au joueur des possibilités de combinaisons. Ces lignes sont identifiables facilement du fait que l'ensemble des blocs qui les composent sont de la même couleur.
Les adversaires peuvent également voir l'avancée de l'un par rapport à l'autre. Sur Game Boy, une jauge, affichée à gauche du champ de jeu, indique la hauteur maximale à laquelle se trouve l'adversaire,. Sur consoles de salon, où tous les concurrents jouent sur un même écran, il est possible de voir le jeu complet de chaque joueur et donc de prévoir quand un adversaire s'apprête à faire un Tetris. Cette disposition est également adoptée par Tetris DS, où le joueur joue sur l'écran du bas de la console tout en pouvant observer les écrans de jeu de ses différents adversaires sur l'écran du haut.
Des versions plus récentes permettent le jeu en ligne à plusieurs dans différents modes, c'est le cas de Tetris DS et Tetris Ultimate,. L'arrivée du jeu en ligne coïncide également avec l'arrivée du jeu à plus de 2 joueurs, peu importe qu'ils soient en ligne. Dans Tetris DS, il est possible de jouer des parties jusqu'à dix, aussi bien hors-ligne avec une seule cartouche, qu'en ligne.

## Réflexions autour du jeu

### Musique et audio: un thème devenu historique
Les premières versions du jeu ne possèdent pas de musique. C'est sur console que les premiers fonds sonores apparaissent pour rendre le jeu plus vivant. La version NES intègre trois musiques en jeu, notamment Danse de la Fée Dragée de l'acte 2 de Casse-noisette, composée par Tchaïkovski,. Le jeu possède deux autres musiques de fond qui sont des compositions originales de Hirokazu Tanaka, un compositeur japonais ayant déjà travaillé sur d'autres jeux de Nintendo. Chacune de ces mélodies est déclinée en deux versions : une au rythme normal et une autre avec un rythme accéléré qui s'enclenche lorsque le joueur est sur le point de perdre, afin de rendre le jeu plus intense. Le jeu possède d'autres compositions de Tanaka pour les menus. La console possède deux autres versions du jeu (une de Tengen et la version japonaise pour Famicom) qui contiennent des musiques conçues pour le jeu, à l'exception de Kalinka dans la version de Tengen,. Ces musiques resteront anecdotiques et ne seront pas nécessairement reprises par la suite.

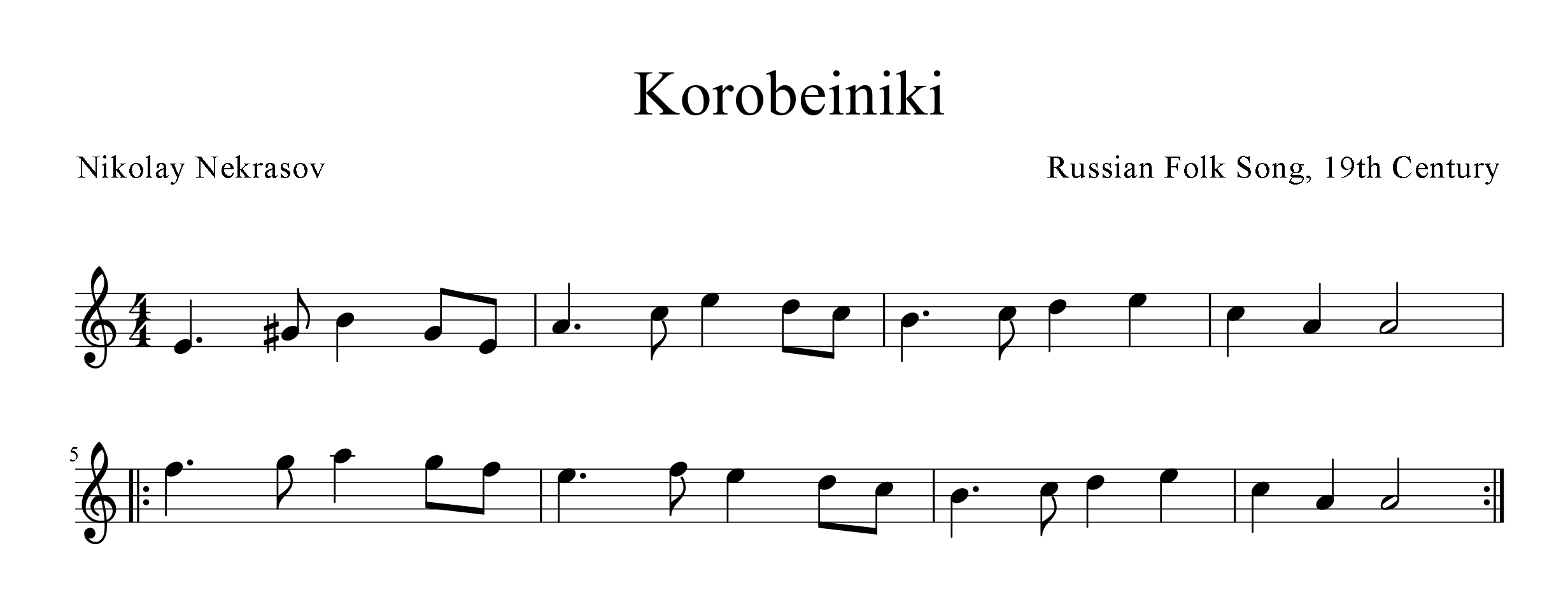
Partition de Korobeïniki.

À l'occasion de l'adaptation sur Game Boy du jeu, Nintendo reprend la même idée, en incorporant trois musiques de fond, dont deux inspirées de morceaux classiques :
- Type-A (v1.1) : Korobeïniki de Nikolaï Nekrassov
- Type-B : Origine inconnue
- Type-C : Suite française no 3 en si mineur (BWV 814) de Jean-Sébastien Bach

Type-A est reprise dans la plupart des versions ultérieures du jeu. Korobeïniki est une chanson russe, composée en 1861, que Nintendo a très probablement utilisée comme hommage aux origines soviétiques du jeu. Elle est de nouveau reprise par Hirokazu Tanaka, qui a travaillé sur la version NES. Cette mélodie devient l'emblème sonore du jeu, grâce à son rythme plongeant les joueurs dans l'ambiance d'un jeu rapide et stressant.
Ce thème est par la suite repris au-delà du jeu : il arrive même en 6e position des ventes de singles au Royaume-Uni en 1992, via la reprise d'Andrew Lloyd Webber, sous son pseudonyme Doctor Spin. Il apparait également dans d'autres jeux, albums et films comme hommage à Tetris. Dans les années 2000, The Tetris Company ajoute comme prérequis à l'attribution de la licence qu'une version de Korobeïniki soit disponible dans tout nouveau jeu,. Elle dépose une marque en 2006 pour protéger le thème.

### Débat sur la possibilité d'une partie infinie

Partie avec uniquement les tétriminos S et Z, rendant le jeu plus difficile.

Le système de jeu de Tetris a été examiné par plusieurs chercheurs. Une question régulièrement abordée est celle portant sur la possibilité d'une partie infinie, notamment par John Brzustowski dans un mémoire de master en 1992. L'étudiant prouve au long de son mémoire qu'une partie de Tetris peut être infinie si l'aléa du jeu est clément avec le joueur. Il existe une suite de pièces qui, quel que soit l'agencement choisi par le joueur, mène à la fin de la partie. En effet, les tétriminos S et Z seuls ne permettent pas de réaliser de lignes et obligent le joueur à laisser des espaces vides à chaque ligne. Avec une séquence suffisamment longue de S et de Z, le joueur se retrouve alors bloqué et la partie se termine.
En effet, si le choix de la pièce suivante est aléatoire, il existe une séquence de S et de Z suffisamment longue pour remplir le tableau. Un joueur peut placer jusqu'à 150 tétriminos S ou Z avant de perdre. En pratique, ce scénario n'arrive jamais, car la probabilité d'avoir une suite de 150 pièces S ou Z est de {\displaystyle (2/7)^{150}} (environ {\displaystyle 2,4\times 10^{-82}}). De plus, la majorité des jeux utilisent des générateurs de nombres pseudo-aléatoires, où la probabilité que cette séquence de 150 pièces soit présente est très faible, aussi bien sur des appareils utilisant des processeurs 32 bits que 64 bits. Il est donc bien plus probable que le joueur perde à cause de la vitesse croissante de la chute des pièces.
Un adage courant à propos de Tetris est « le seul coup gagnant est de ne pas jouer ». En avril 2013, Tom Murphy développe un programme capable de gagner sur la NES, ou tout du moins à ne pas perdre. Cette intelligence artificielle (IA) peut compléter le premier niveau de Super Mario Bros. Sur Tetris, le programme place de façon aléatoire et dès que possible les pièces, provoquant une augmentation du compteur de points. L'IA n'étant pas spécialement conçue pour ce jeu, elle ne tente pas de réaliser des lignes. Lorsqu'elle ne peut ajouter de pièce à la dernière ligne, l'IA conclut que le seul mouvement gagnant est de mettre le jeu en pause.
Avec le easy spin, consistant à bloquer une pièce dans sa chute, une partie peut en théorie être infinie. L'intérêt est cependant limité : le but pour le joueur est d'obtenir le meilleur score possible. Or, le seul moyen de gagner des points est de placer les tétriminos pour réaliser des lignes. La vitesse croissante du jeu permet de supposer que le joueur commettra plusieurs erreurs menant à la fin de la partie au bout d'un certain temps.

### Easy spin: contournement du système de jeu

Exemple de easy spin, où le S de gauche est stoppé lors de sa chute. Le jeu de droite sert de référence pour se rendre compte de la vitesse normale de la chute.

Certaines versions de Tetris possèdent des différences de gameplay dans leurs implémentations. Une des plus notables est le easy spin, ou infinite spin (to spin en anglais signifie tourner) selon certains magazines, disponible dans Tetris Worlds notamment. Dans la version originale de Tetris, la chute des pièces est continue, quelle que soit l'action en cours (déplacement ou rotation). Dans certaines versions, dont Tetris World, le délai est réinitialisé à chaque rotation, voire à chaque déplacement, rendant le jeu bien plus facile. Le joueur peut en effet bloquer la pièce en l'air afin de réfléchir à sa position, quelle que soit la vitesse réelle du jeu.
Ce comportement n'est toutefois pas forcément un avantage. Certains modes du jeu requièrent de compléter un nombre de lignes en un minimum de temps. Dans son test de Tetris DS, qui possède le même comportement, le site Web GameSpot relativise. Il explique que cet avantage n'est utilisable qu'en solo : il est plus dangereux de réaliser un nombre important de lignes que de tenter de ralentir au maximum la chute des pièces en multijoueur. En effet, les blocs envoyés par le joueur adverse feront perdre le joueur s'il ne réalise pas de lignes à la même vitesse que lui.
Cette particularité est incorporée dans les spécifications de The Tetris Company, qui statue sur les points qu'un jeu doit respecter pour être considéré comme conforme. Lors d'une interview, Henk Rogers répond que même si cette caractéristique n'est pas désirée, elle permet aux joueurs novices de prendre plus de temps pour réfléchir. Il ajoute que ce comportement n'est pas observé en compétition puisque les experts du jeu n'ont pas besoin de temps supplémentaire pour savoir où placer les tétriminos.

## Historique

### Conception

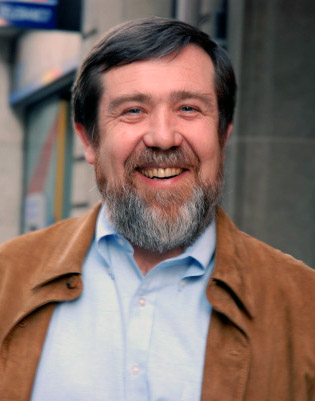
Alekseï Pajitnov, principal créateur de Tetris, photographié en 2008.

Alekseï Pajitnov est diplômé en 1979 du centre informatique de l'Académie des sciences de l'URSS où il devient aussitôt chercheur en reconnaissance de la parole. Cependant, sa motivation profonde est de rendre les gens heureux avec les ordinateurs. Il développe alors plusieurs jeux de réflexion et casse-têtes sur l'ordinateur de l'institut, un Elektronika 60, ressource rare à l'époque. Pour Pajitnov, « les jeux permettent aux gens de mieux se connaître et agissent comme des révélateurs de choses que vous ne pourriez remarquer en temps normal, comme la façon de penser ».
En 1984, en cherchant à reproduire l'un de ses jeux favoris, le pentomino,, il imagine un jeu qui consiste en une chute de formes aléatoires à base de quatre carrés que le joueur doit tourner afin de remplir des lignes. Il décide de l'appeler Tetris, mot inventé qui provient de la contraction de « tetramino » et « tennis », son sport favori. Il réalise alors un prototype sur l'Elektronika 60 du laboratoire. N'ayant pas d'interface graphique, Pajitnov modélise les pièces et le plateau avec des espaces et les crochets « [ ] »,. Le jeu ne possède ni système de score ni niveau, mais c'est suffisant pour rendre l'auteur dépendant à sa propre création.

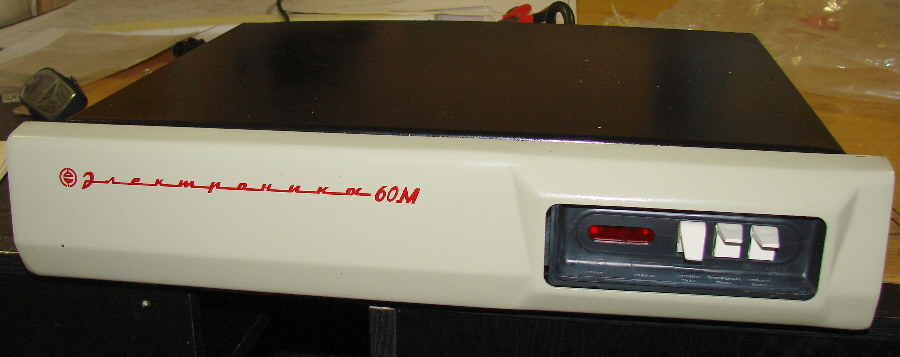
LElektronika 60, première machine à disposer de Tetris.

Ravi par son jeu, Pajitnov le présente à ses collègues qui deviennent très vite dépendants au concept. Le jeu connaît un succès dans tous les bureaux de l'Académie des sciences et atteint en quelques semaines tous les instituts disposant d'un ordinateur à Moscou,. Un ami de Pajitnov, Vladimir Pokhilko, ayant demandé une version pour l'Institut médical de Moscou, voit les gens arrêter de travailler pour jouer à Tetris. Il lui confiera que « Je ne peux plus vivre sans ton Tetris ». Pokhilko ira jusqu'à supprimer sa création de l'Institut afin de rétablir de la productivité mais de nouvelles versions du jeu apparaissent.
Face à ce succès, Pajitnov espère adapter son jeu pour l'ordinateur personnel IBM PC, disposant d'un affichage de meilleure qualité que l'Elektronika 60. Il demande alors de l'aide à Vadim Guerassimov, un lycéen prodige de 16 ans, déjà connu pour ses compétences en informatique et réputé pour être un hacker. Pajitnov a rencontré Guerassimov auparavant grâce à une connaissance commune, et ils ont travaillé ensemble sur d'autres jeux. Le lycéen adapte le jeu en quelques semaines pour le PC, en y intégrant de la couleur et un tableau de scores.
Pajitnov souhaite alors exporter le jeu. Cependant, il n'a aucune connaissance du monde des affaires et ses supérieurs à l'Académie ne sont pas forcément heureux du succès du jeu, puisque les chercheurs ne sont pas censés en produire. De plus, la propriété intellectuelle n'existe pas en URSS et les chercheurs soviétiques ne sont pas censés vendre leurs créations,. Il demande alors à Victor Brjabrin, qui supervise une équipe de 20 personnes à l'Académie et qui connaît le monde en dehors de l'URSS, de l'aider à faire publier Tetris. Il lui propose de lui céder ses droits sur le jeu et serait ravi de toucher une rémunération sur les droits, sans pour autant que ce soit obligatoire.

### Acquisition des droits par Mirrorsoft et Spectrum Holobyte

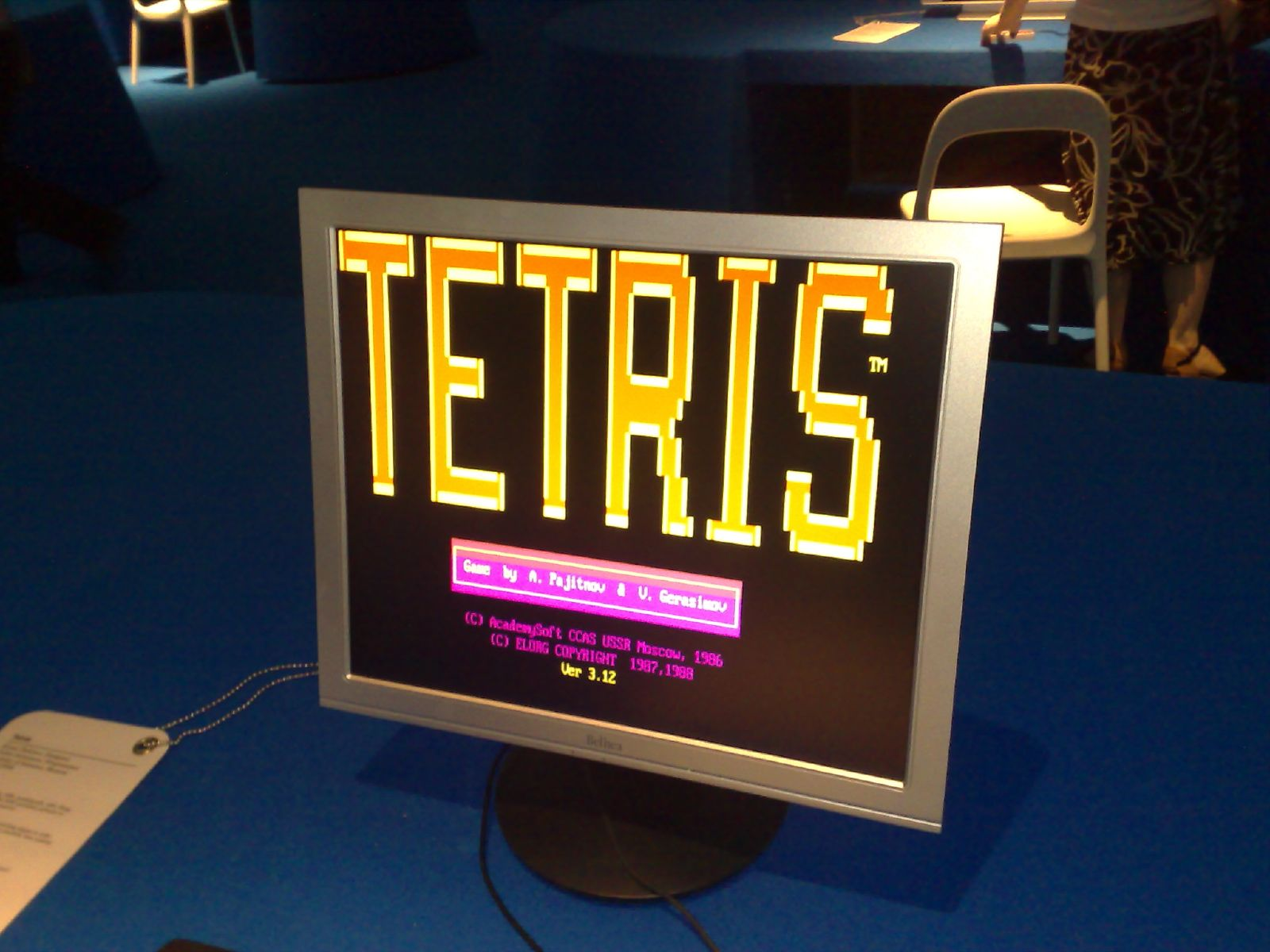
Écran de démarrage de la version IBM de Tetris.

En 1986, Victor Brjabrin envoie une copie de Tetris à Novotrade, un éditeur de jeu hongrois. Des clones du jeu circulent déjà dans toute la Hongrie et jusqu'en Pologne, créés par des programmeurs ; ces copies circulent par disquette. Robert Stein, agent international de vente de logiciels pour la société londonienne Andromeda Software, prend conscience du potentiel commercial du jeu, même s'il n'y connaît rien en jeu vidéo, lors d'une visite en Hongrie en juin 1986,.
Face à l'indifférence de l'Académie, Stein contacte Pajitnov et Brjabrin par fax afin d'obtenir les droits de la licence. Les chercheurs répondent alors qu'ils aimeraient bien trouver un accord avec Stein. Cependant, ils ignorent qu'un fax a une valeur légale en Occident et Stein commence alors à démarcher d'autres sociétés pour produire le jeu. Pajitnov ne digère pas ce malentendu : lors d'une interview pour le site Kikizo, il déclare :  « Je n'aime pas vraiment parler de ça car quand j'y pense, je perds mon sens de l'humour ».
Stein profite ainsi du CES à Las Vegas en 1987 pour démarcher plusieurs éditeurs. Gary Carlston, fondateur de Brøderbund, en récupère une copie qu'il amène en Californie. Malgré l'engouement parmi ses employés, il reste sceptique à cause des origines soviétiques du jeu. De même, Martin Alper, de la société Mastertronic, déclare : « Aucun produit soviétique ne marchera jamais dans le monde occidental ». L'agent londonien signe pourtant deux accords : il vend les droits en Europe à l'éditeur Mirrorsoft, et les droits aux États-Unis à Spectrum HoloByte,. Cette dernière obtient les droits après la visite de Phil Adams, le dirigeant de Mirrorsoft, qui y joue pendant des heures la première fois.
À cette époque, Stein n'a pas encore signé de contrat avec les Soviétiques. Il vend tout de même les droits à ces deux sociétés pour 3 000 £ et une redevance de 7,5 à 15 % sur les ventes.
Avant de sortir le jeu aux États-Unis, Gilman Louie, PDG de Spectrum HoloByte, demande une refonte des graphismes et des musiques. L'esprit soviétique est conservé, avec des fonds illustrant des parcs et bâtiments russes ainsi que des mélodies ancrées dans le folklore russe de l'époque. Le but est de donner envie aux gens d'acheter un produit russe, avec une boite rouge et un nom en cyrillique, chose rare de l'autre côté du mur de Berlin. Le jeu est disponible en janvier 1988 sur IBM PC,. Dans le même temps, Mirrorsoft lance une version sur la même plate-forme en Europe en novembre 1987. Le jeu est par la suite adapté sur d'autres supports, notamment sur Amiga, Atari ST, Sinclair Spectrum, Commodore 64 , Thomson Gamme MOTO et Amstrad CPC. À l'époque, le jeu ne fait pas mention de Pajitnov et annonce : « Fabriqué aux États-Unis d'Amérique, conçu à l'étranger ».

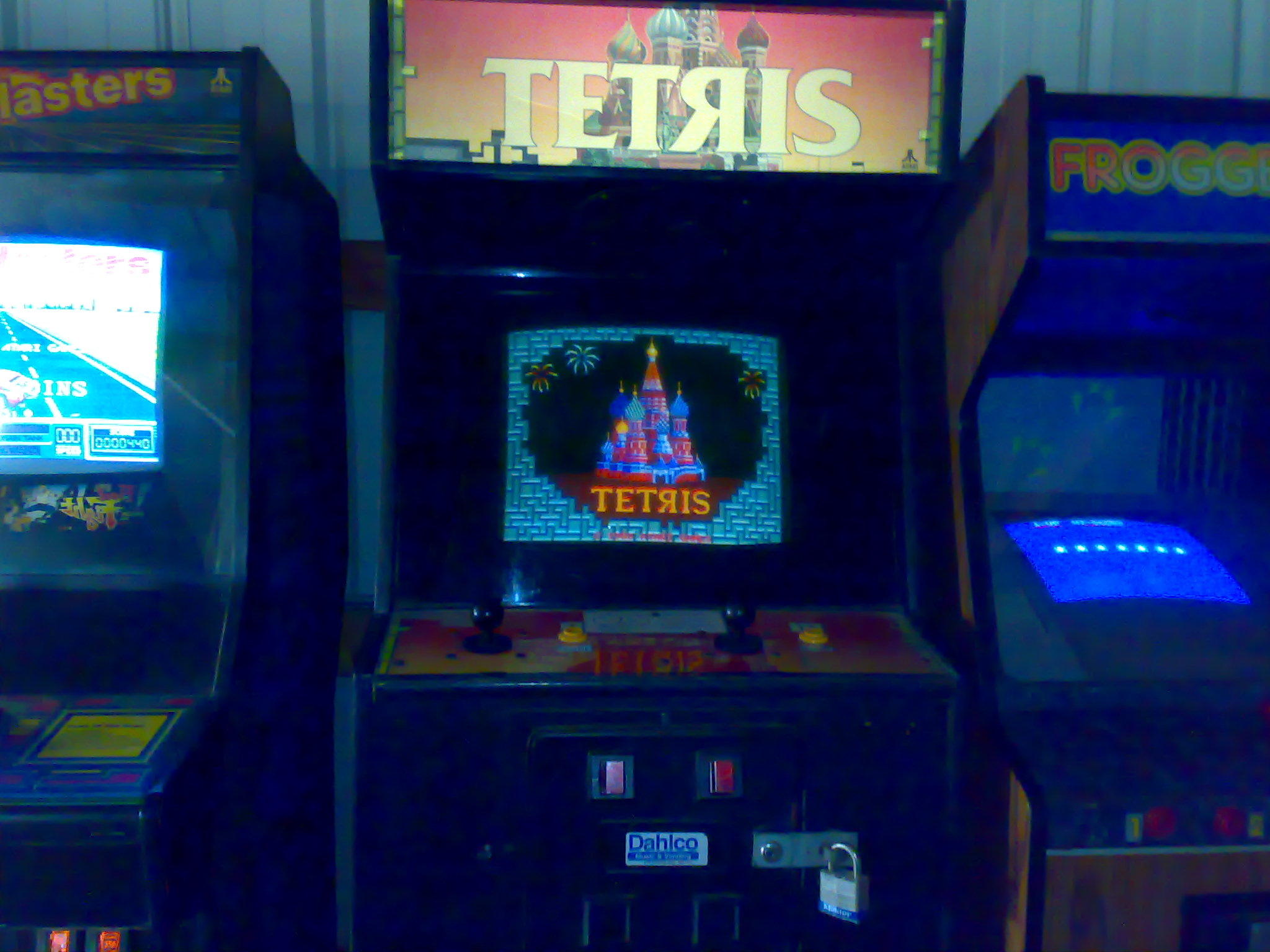
Exemple de jeu d'arcade Tetris, commercialisé par Atari en 1988.

Le jeu vidéo devient un succès commercial en Europe et aux États-Unis : Mirrorsoft vend plusieurs dizaines de milliers de copies en deux mois, sur un marché restreint. Le jeu atteint les 100 000 ventes en l'espace d'une année. Selon Spectrum HoloByte, le profil type du joueur de Tetris est un adulte de 25 à 45 ans, manager ou ingénieur. Lors de la Software Publishers Association en mars 1988, Tetris obtient quatre récompenses : meilleur logiciel de loisirs, meilleur jeu original, meilleur programme de stratégie, meilleur logiciel grand public.
Robert Stein fait cependant face à un problème : l'unique document attestant un droit de licence est le fax de Pajitnov et Brjabrin. Il a donc vendu la licence d'un jeu qu'il ne possède pas encore. Il contacte alors Pajitnov, en demandant aux chercheurs un contrat pour les droits. Il commence les négociations via un fax le 5 novembre 1986, proposant 75 % de l'argent généré par Stein sur la licence. Les Soviétiques ne sont pas convaincus par cette offre et tentent de surenchérir à 80 %. L'agent londonien effectue plusieurs allers-retours à Moscou et entame de longues discussions avec les Soviétiques.
Le 24 février 1988, Stein obtient un accord, qu'il signe le 10 mai 1988, pour une licence mondiale et sur tous les ordinateurs actuels et futurs, pour une période de dix ans. C'est l'Académie des sciences qui est à l'origine de l'accord, puisque la création intellectuelle de ses chercheurs lui revient. Cependant Pajitnov et Brjabrin ne savent pas que le jeu est déjà en vente et que Stein a prétendu avoir les droits avant l'accord. Pajitnov ne touchera cependant aucun pourcentage sur les ventes et ne sera jamais rétribué, bien qu'il en soit fier : « le fait que tant de gens apprécient mon jeu me suffit amplement ».

### Reprise des droits par Nintendo et bataille juridique

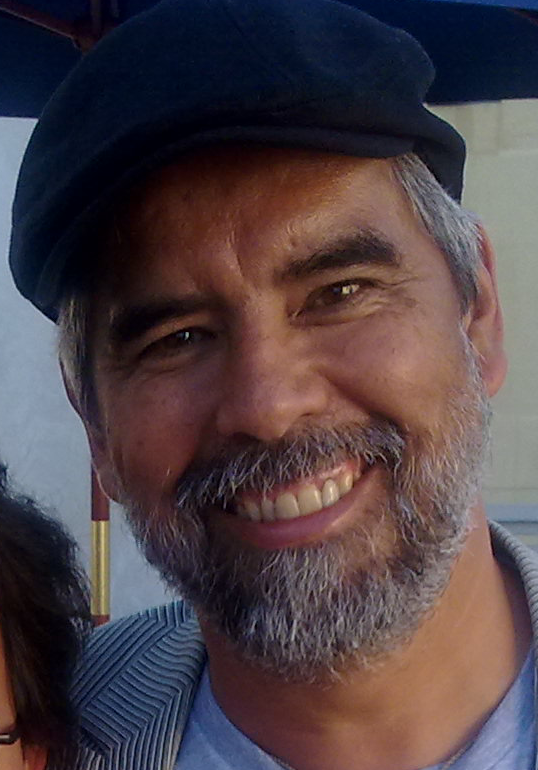
Henk Rogers en 2010.

La situation se complexifie aux alentours de l'année 1988. Spectrum HoloByte a vendu ses droits sur les ordinateurs et les bornes d'arcade au Japon à Henk Rogers, en recherche de jeux pour le marché nippon. Mirrorsoft a vendu les siens à Atari Games, plus précisément sa filiale Tengen, et ces derniers céderont les droits sur les arcades à Sega et sur les consoles à Rogers. Finalement, près d'une dizaine de sociétés estiment avoir les droits sur le jeu alors que Stein n'a les droits que sur les ordinateurs. Les Soviétiques n'ont toujours pas conscience des accords que Stein a négociés, qui ne rapportent pas d'argent à l'Académie des sciences. Le jeu est pourtant un succès commercial sur les trois continents principaux du globe.
La même année, Nintendo se prépare à lancer sa première console portable, la Game Boy. Pensant pouvoir réitérer les performances de la NES, Nintendo est attirée par Tetris grâce à sa simplicité et son succès déjà international,. Henk Rogers, proche du président de Nintendo Hiroshi Yamauchi, est alors chargé de récupérer les droits. Il cherche tout d'abord à négocier avec Atari, qui vient tout juste d'acheter la licence à Robert Stein. Il n'obtient les droits que pour la NES, qui n'est pas son objectif.
Entre-temps, le gouvernement russe a mis en place une nouvelle entité, Elektronorgtechnica, aussi appelée ELORG, chargée entre autres des droits du jeu,. Rogers contacte Stein en novembre 1988, qui est d'accord pour signer un contrat, mais il lui explique qu'il doit d'abord finaliser son contrat avec ELORG et qu'il reviendra vers Rogers ensuite,. Après avoir relancé plusieurs fois Stein, Rogers estime qu'il peut y avoir une faille dans le contrat entre Robert Stein et l'Académie et décide en février 1989 de se rendre en Russie pour négocier les droits avec ELORG,.
Rogers arrive aux bureaux d'ELORG sans invitation, alors que Stein et Kevin Maxwell (de Mirrorsoft) ont pris rendez-vous le même jour, sans se concerter. Lors des discussions, Rogers explique qu'il souhaite obtenir les droits pour la nouvelle console de Nintendo, à la suite du succès du jeu sur NES. Les discussions partent dans le bon sens et Rogers obtient rapidement une entente avec ELORG. Il montre alors une cartouche du jeu au président d'ELORG, Nikolaievitch Belikov. Ce dernier est surpris, puisqu'il pense à ce moment que les droits de Tetris n'ont été signés que pour les ordinateurs.

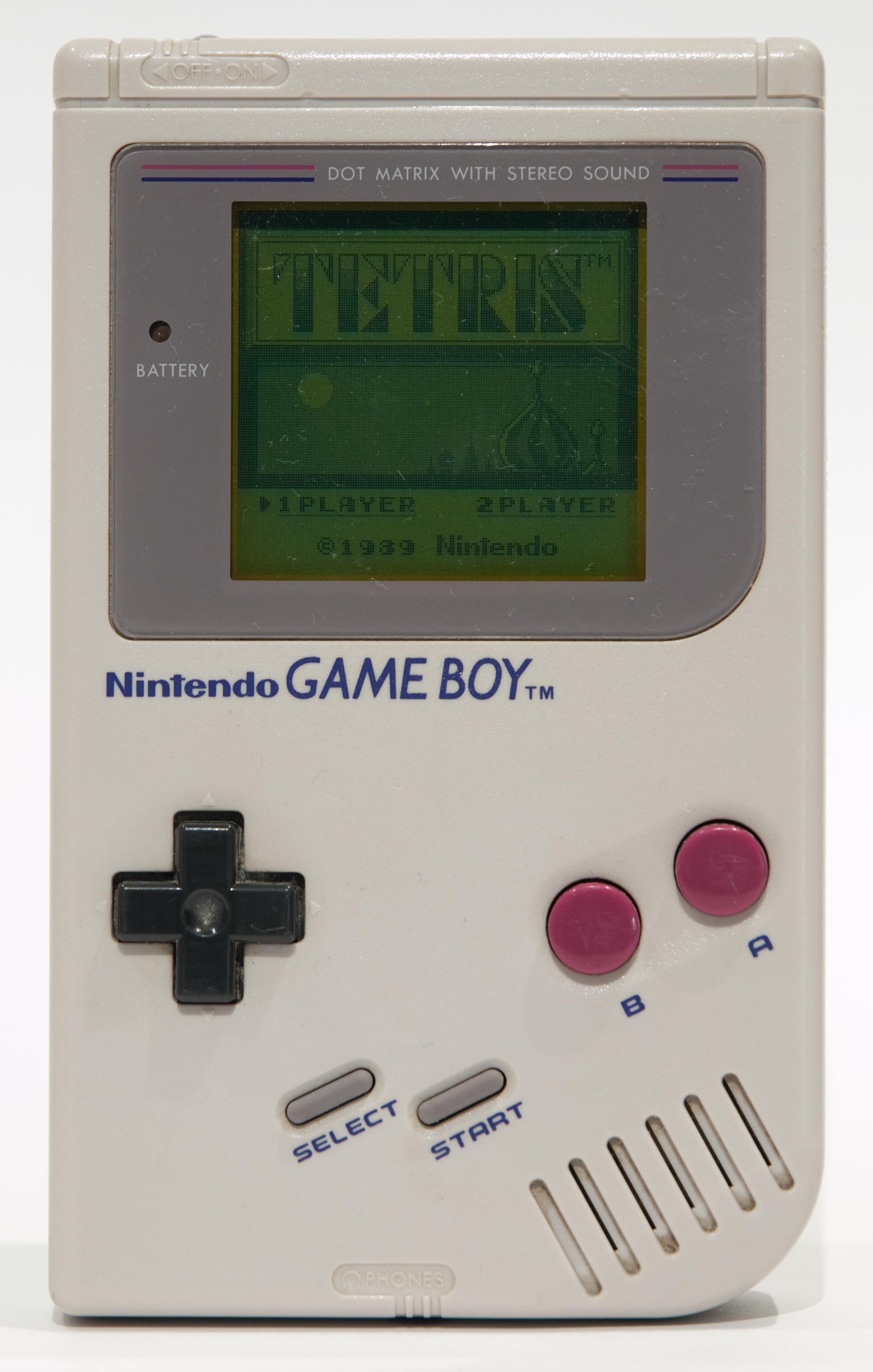
Le jeu Tetris sur Game Boy.

Les gens en présence accusent Nintendo de publication illicite, mais Rogers se défend en expliquant que sa société a obtenu les droits via Atari, qui avait elle-même signé un accord avec Robert Stein. Les Soviétiques réalisent alors le schéma complexe que la licence a suivi en quatre ans, notamment à cause des contrats de Stein. Belikov construit alors un stratagème pour reprendre possession des droits et obtenir des accords commerciaux plus intéressants. ELORG a alors face à elle trois sociétés différentes qui souhaitent acheter les droits.
Dans le même temps, Rogers, amateur du jeu de go, se lie d'amitié avec Pajitnov qui le soutiendra dans les discussions, au détriment de Kevin Maxwell, fils de Robert Maxwell venu sécuriser les droits pour Mirrorsoft. Il propose à Rogers d'annuler les droits de Stein et d'accorder à Nintendo les droits sur consoles, aussi bien de salon que portables. Rogers s'envole alors vers les États-Unis pour convaincre la branche américaine de Nintendo de signer ces droits. Le contrat avec ELORG est signé par les dirigeants américains de l'époque, Minoru Arakawa et Howard Lincoln, pour un montant de 500 000 dollars et de 50 cents par cartouche vendue,.
Par la suite, ELORG envoie un avenant au contrat à la société Andromeda, dont fait partie Robert Stein. Une des clauses définit la composition d'un ordinateur et retire du coup les droits sur les consoles pour la société Andromeda. Stein signe sans prêter attention à cette clause et ne conserve les droits que sur ordinateur. Il réalise plus tard que toutes les autres clauses, notamment sur les paiements, ne sont qu'un « écran de fumée » pour le tromper,.
En mars 1989, Nintendo envoie un fax à son grand rival, Atari, lui demandant d'arrêter la production du jeu Tetris sur NES, les droits appartenant désormais à la société nippone. Atari contacte alors Mirrorsoft qui répond de ne pas s'inquiéter puisqu'ils pensent que les droits leur appartiennent. Nintendo maintient cependant ses positions et Robert Maxwell, fondateur de la société mère de Mirrorsoft, fait pression auprès de Mikhaïl Gorbatchev, alors à la tête de l'URSS, pour faire annuler le contrat entre ELORG et Nintendo. Malgré les menaces que subit Belikov, ELORG ne cédera pas en avançant les avantages financiers du contrat comparé à celui signé avec Stein et donc Mirrorsoft.
En novembre 1989, Atari et Nintendo commencent une bataille judiciaire devant les tribunaux de San Francisco. Pour Atari, l'objectif est de prouver que la NES est un ordinateur, comme son nom en japonais l'indique (Famicom, abréviation de Family Computer),. Si c'est le cas, la licence initiale autorise alors Atari à sortir ce jeu. Le principal argument de la société est que la Famicom a été conçue pour être transformable en ordinateur via son port d'extension. Cet argument ne sera pas retenu et Pajitnov souligne également que le contrat initial ne concerne que les ordinateurs et aucune autre machine. De son côté, Nintendo fait venir Belikov pour témoigner en sa faveur. Le juge Fern Smith déclare alors que Mirrorsoft et Spectrum HoloByte n'ont jamais reçu d'autorisation explicite pour une commercialisation sur consoles. Nintendo sort donc vainqueur du procès. Un second procès est ensuite initié par Mirrorsoft, complexifiant un peu plus l'affaire. Il n'existe cependant pas de sources claires sur les débouchés de ce nouveau jugement.
Le 21 juin 1989, Atari retire sa version NES de la vente et des milliers de cartouches restent invendues dans les entrepôts de la société.

### Succès commercial et reprise des droits par Pajitnov
Par les antécédents juridiques pour la licence, la réputation de Pajitnov arrive en Occident. Il est alors régulièrement invité par les journalistes et les éditeurs, où il découvre que son jeu est vendu à des millions d'exemplaires alors qu'il n'a pas touché d'argent. Il reste cependant humble et fier de son jeu, qu'il considère comme « ambassadeur électronique de bienveillance ».
En janvier 1990, il est invité par Spectrum HoloByte au CES et est plongé pour la première fois dans la vie américaine. Après un temps d'adaptation, Pajitnov s'y plait et visite plusieurs villes : Las Vegas, San Francisco, New York, le MIT près de Boston, etc. Il répond à des dizaines d'interviews et découvre la culture américaine avec plusieurs hôtes, dont les dirigeants de Nintendo of America. Il s’émerveille devant cette liberté et les avancées de la société occidentale. De retour en URSS, il ne cessera de raconter son voyage à ses collègues. Il réalise alors qu'« il n'existe pas de marché en Russie pour [leurs] programmes ».
Dans le même temps, Nintendo voit les ventes de la Game Boy exploser, dépassant trois fois les prévisions de ventes. La société lance la console et le jeu en France à la fin de l'année 1990, à Paris, en présence du créateur russe. La console se vend à 1,4 million d'exemplaires la première année, rien que pour la France.
En 1991, Pajitnov et Pokhilko, son collègue à l'Académie des sciences, émigrent aux États-Unis. Pajitnov s'installe à Seattle où il réalise des jeux pour la société Spectrum HoloByte. En 1996, comme convenu avec l'Académie dix ans auparavant et à la suite d'un accord obtenu par Henk Rogers, il récupère ses droits d'auteur. Après dix ans de redevances, le gouvernement anciennement soviétique perd les droits sur le jeu en avril 1996, sans avoir reversé d'argent à Pajitnov. Il fonde avec Rogers The Tetris Company en juin 1996, société qui gère les droits du jeu sur toutes les plates-formes, les accords précédents ayant expiré. Pajitnov touche désormais une redevance pour chaque jeu Tetris et objet dérivé vendu dans le monde.
En 2002, ils fondent également Tetris Holding après le rachat de l'ensemble des droits au gouvernement russe, transféré à une entité privée à la suite de la dislocation de l'URSS. Les deux associés ont désormais tous les droits sur la marque Tetris. La société se charge principalement de faire supprimer les clones utilisant la marque de façon illégale,. La société sollicite par exemple régulièrement Apple et Google pour censurer les versions illégales de Tetris sur leurs boutiques d'applications mobile,.
En décembre 2005, Electronic Arts rachète Jamdat, entreprise spécialisée dans le jeu sur mobile. Celle-ci a auparavant racheté une société fondée par Rogers en 2001 qui a géré la licence de Tetris sur mobile. De ce fait, Electronic Arts dispose pendant 15 ans de la licence du jeu sur tous les téléphones mobiles.
Le jeu a depuis été adapté sur tous types de supports et de nombreux objets dérivés ont vu le jour.

## Accueil

### Critiques
Dès ses débuts sur Elektronika 60, le jeu rend fou les collègues de Pajitnov qui ne se lassent pas d'y jouer. Bien avant le succès planétaire, Robert Stein et Henk Rogers sauront déceler en Tetris le potentiel commercial du jeu et en négocieront la licence.
En 1989, Computer Gaming World accorde le Compute! Choice Award for Arcade Game, en qualifiant le jeu comme étant « de loin, le plus addictif [des jeux] jamais créés ». Dans le magazine Compute!, Orson Scott Card explique, sur le ton de l'humour, qu'il « frémit à l'idée de l'éclatement de notre économie à la suite de la chute de la productivité informatique ». Il conclut en expliquant que le jeu est fait pour tous les foyers américains.
Tetris devient un véritable succès commercial avec la sortie de la version Game Boy. Vendu avec la console, le jeu est propulsé comme jeu ambassadeur pour montrer l'intérêt de ce nouveau type de console. Cette version reste la plus vendue de la licence avant l'ère du mobile, avec plus de 30 millions d'exemplaires.
Pendant son voyage aux États-Unis, Pajitnov est invité par plusieurs journalistes pour parler de son jeu, avec 4 à 5 interviews par jour. Le jeu sera en première page de plusieurs magazines, dont Nintendo Power à la fin de l'année 1989. La couverture arbore l'expression « Get Tetrisized » et un visuel montrant plusieurs joueurs en ligne de façon uniforme, afin de représenter le succès du jeu. L'édition suivante du magazine, le numéro 10 de janvier 1990, contient un guide stratégique de 16 pages consacré à Tetris. Le magazine français Club Nintendo reprend l'expression « être tétrisé » dans son premier hors-série de 1990.
Les versions du jeu dans les années 2000 se voient attribuer de bonnes critiques par la presse et les joueurs. Tetris DS, sorti en 2006, obtient un score de 84/100 sur Metacritic, la presse soulignant un rafraichissement de la série, avec l'ajout de nouveaux modes et l'arrivée du jeu en ligne,. Tetris Party, sorti en 2008 en téléchargement WiiWare, obtient des critiques similaires et un score de 86/100 sur Metacritic. Ce dernier est considéré comme un jeu « à posséder absolument » selon IGN, grâce à son faible prix,.
Cependant, la presse est de plus en plus critique dans les années 2010, soulignant le manque de nouveautés sur les nouvelles plates-formes. Tetris Ultimate sur Xbox One, édité par Ubisoft, obtient le score de 59/100 sur Metacritic, par exemple. Game Revolution estime que cet opus a été développé afin d'arriver en premier sur le marché des consoles de jeux vidéo de huitième génération. De même, GameSpot évoque un jeu de bonne qualité, fidèle à l'original et à un prix acceptable mais sans nouveauté.

### Ventes
Jusqu'en octobre 2010, le jeu est commercialisé sur plus de 65 plates-formes différentes. Cette diversité rend difficile le comptage du nombre de jeux vendus. Il est impossible de retracer par exemple le nombre de ventes de la plupart des versions avant 1989, année de sortie de Tetris sur Game Boy. Certaines étaient des copies illégales, d'autres illégitimes aux yeux des Soviétiques, comme celles d'Andromeda Software et Spectrum HoloByte. De plus, les arcades et les jeux en ligne ne sont pas comptabilisés comme des ventes dans la plupart des classements.
Le plus gros succès sur console de la série reste de loin la version Game Boy, vendue à 30 260 000 exemplaires, se positionnant à la 4e place des jeux les plus vendus dans le monde en 2009. Ce succès s'explique par le fait que Tetris a été vendu avec la console dans certains packs, lui permettant d'être le 2e jeu le plus vendu de la console, après Pokémon Rouge et Bleu.
La seconde version la plus vendue est celle sur NES, avec plus de 5,5 millions d'exemplaires. La majorité des versions célèbres ont été éditées par Nintendo : sur les 8 meilleures ventes de la licence, 6 sont sur les consoles de la marque nippone.
| Année de sortie | Nom           | Plate-forme      | Ventes           | Ventes | Ventes | Ventes | Ventes |
| Année de sortie | Nom           | Plate-forme      | Amérique du Nord | Europe | Japon  | Autres | Monde  |
| --------------- | ------------- | ---------------- | ---------------- | ------ | ------ | ------ | ------ |
| 1989            | Tetris        | Game Boy         | 23,20            | 2,26   | 4,22   | 0,58   | 30,26  |
| 1988            | Tetris        | NES              | 2,97             | 0,69   | 1,81   | 0,11   | 5,58   |
| 1996            | Tetris Plus   | PlayStation      | 2,10             | 0,24   | 0,00   | 0,07   | 2,40   |
| 2006            | Tetris DS     | Nintendo DS      | 0,63             | 0,05   | 1,35   | 0,08   | 2,10   |
| 2002            | Tetris Worlds | PlayStation 2    | 1,11             | 0,71   | 0,00   | 0,27   | 2,08   |
| 1998            | Tetris DX     | Game Boy         | 1,06             | 0,60   | 0,20   | 0,07   | 1,93   |
| 2001            | Tetris Worlds | Game Boy Advance | 1,25             | 0,39   | 0,00   | 0,06   | 1,71   |
| 1992            | Tetris 2      | Game Boy         | 0,56             | 0,22   | 0,43   | 0,03   | 1,24   |

Depuis l'arrivée des smartphones et du jeu sur mobile, Tetris connaît un nouveau succès. Electronic Arts détient les droits de l'ensemble des versions mobiles du jeu et connaît les plus grosses ventes de la licence. En effet, l'éditeur annonce en 2010 que le jeu de puzzle dépasse les 100 millions de téléchargements puis 425 millions en avril 2014. En y ajoutant les ventes sur consoles, la licence Tetris a été vendue à plus de 500 millions d'exemplaires dans le monde en 25 ans, depuis l'acquisition des droits par Nintendo.

### Distinctions
Les succès commerciaux de la licence ont été accompagnés de plusieurs distinctions : Tetris se voit régulièrement attribuer les premières places des classements par les magazines et médias,.
En mars 1988, le jeu reçoit ses premières récompenses de la Software Publishers Association, qui lui décerne quatre prix : meilleur logiciel de loisirs, meilleur jeu original, meilleur programme de stratégie et meilleur logiciel grand public. L'année suivante, en 1989, Computer Gaming World accorde le Compute! Choice Award for Arcade Game, le qualifiant comme étant « de loin, le plus addictif [des jeux] jamais créés ». En décembre 1988, le magazine Tilt décerne à la version de Mirrorsoft deux prix Tilt d'or : meilleur jeu de réflexion/stratégie et jeu le plus original. Le magazine parle d'un jeu « très prenant » et affirme que « l'originalité dont fait preuve [Tetris] est incontestable ».
En 2007, Alekseï Pajitnov reçoit le First Penguin Award à la Game Developers Conference, décerné aux personnes ayant développé une technologie ou une idée de jeu révolutionnaire,. Selon le jury, Tetris a popularisé le jeu grand public, aujourd'hui connu sous le terme de casual game. En mars 2007, un comité dirigé par l'un des conservateurs muséaux de l'université Stanford publie une liste de dix jeux vidéo qui ont créé un nouveau genre, dont Tetris. Il suggère que ces titres soient conservés à la Bibliothèque du Congrès aux États-Unis, car sa collection dépasse 3 000 titres.
L'anniversaire des 25 ans de Tetris est l'occasion pour de nombreux médias d'accorder des distinctions à la licence. En 2007, IGN classe Tetris comme étant le 2e jeu, derrière Super Mario Bros., de son top 100. La même année, le tétrimino L gagne la 6e édition du concours du meilleur personnage de tous les temps, organisé par GameFAQs. Cette victoire est étonnante, car ce concours est habituellement gagné par Link de la série The Legend of Zelda ; en réalité, un tétrimino n'étant pas un personnage, la proposition était une « blague ».
En 2009, Tetris est classé 2e sur 50 au classement des jeux vidéo sur console du Livre Guinness des records, derrière la série Mario Kart,. Au même moment, le magazine Game Informer place en 3e position Tetris dans son classement des 200 meilleurs jeux, ajoutant que « si un jeu pouvait être considéré intemporel, ça serait Tetris ». L'équipe du magazine lui avait déjà accordé en 2001 la 3e place dans sa liste des 100 meilleurs jeux de tous les temps.

## Versions deTetris

### Liste des jeux existants
Tetris a été décliné sur une multitude de plates-formes depuis sa version originale sur Elektronika 60. Le jeu est disponible sur la plupart des consoles de jeu mais également sur ordinateur, smartphone et iPod. Chaque génération de consoles de jeux a sa version de Tetris, apportant plus ou moins de nouveautés. Selon le Livre Guinness des records, Tetris est la licence portée sur le plus grand nombre d'appareils, avec plus de 65 plates-formes en octobre 2010. Les plus grands succès de la licence sont cependant les versions sur consoles portables, avec les versions sur Game Boy, Tetris Worlds et Tetris DS, établissant 5 des 8 meilleures ventes de la licence.
Depuis les années 2000, Tetris s'est également développé sur Internet, avec des versions du jeu sur navigateur. Les versions commerciales non approuvées par The Tetris Company tendent à disparaître cependant, du fait de la politique de la société,. La version la plus célèbre, Tetris Friends par Tetris Online, a attiré des millions de joueurs sur les réseaux sociaux. Cette même société développe également plusieurs versions sur consoles de jeu en version dématérialisée, téléchargeable via les magasins en ligne,.

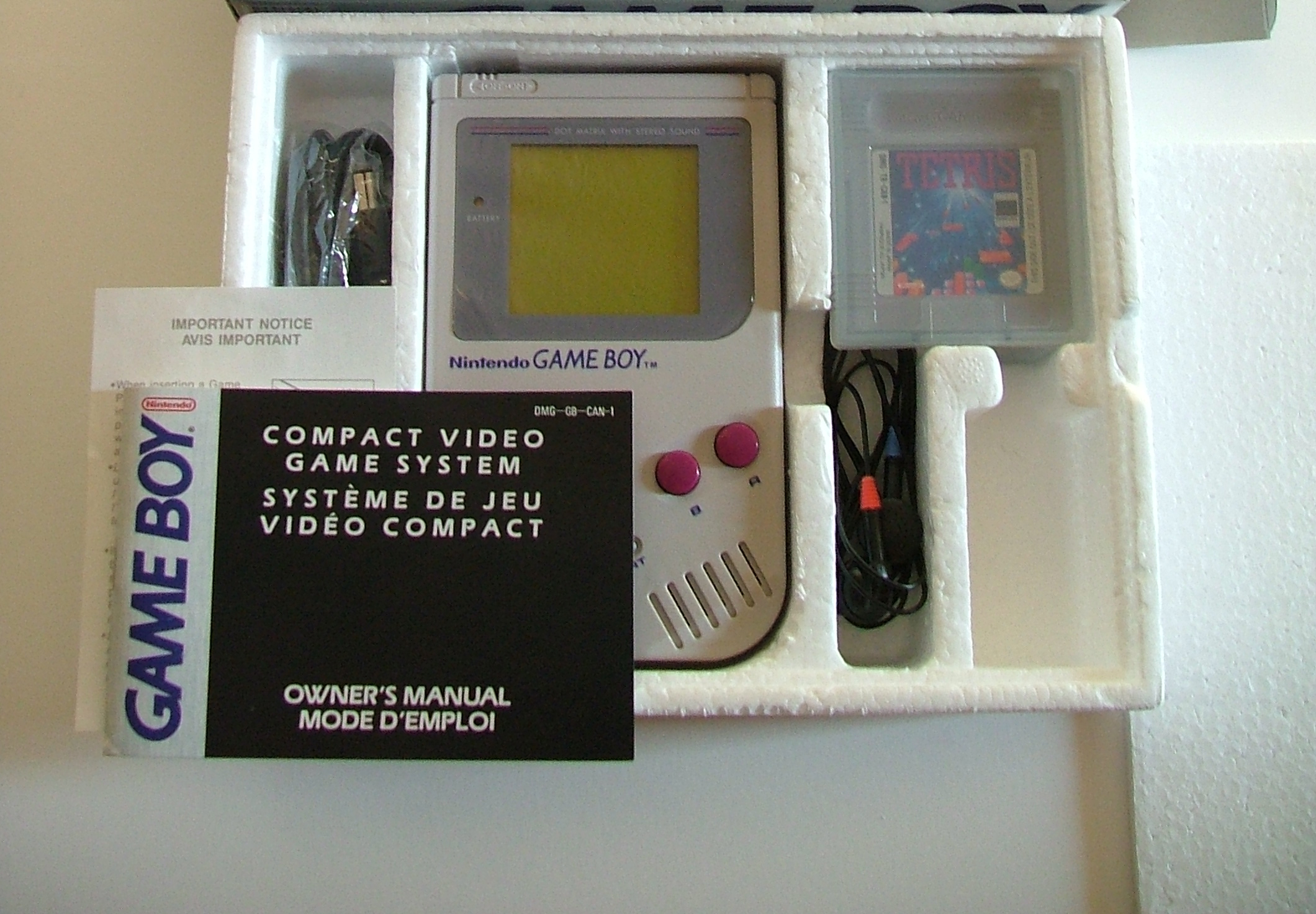
Game Boy vendu avec le jeu inclus.
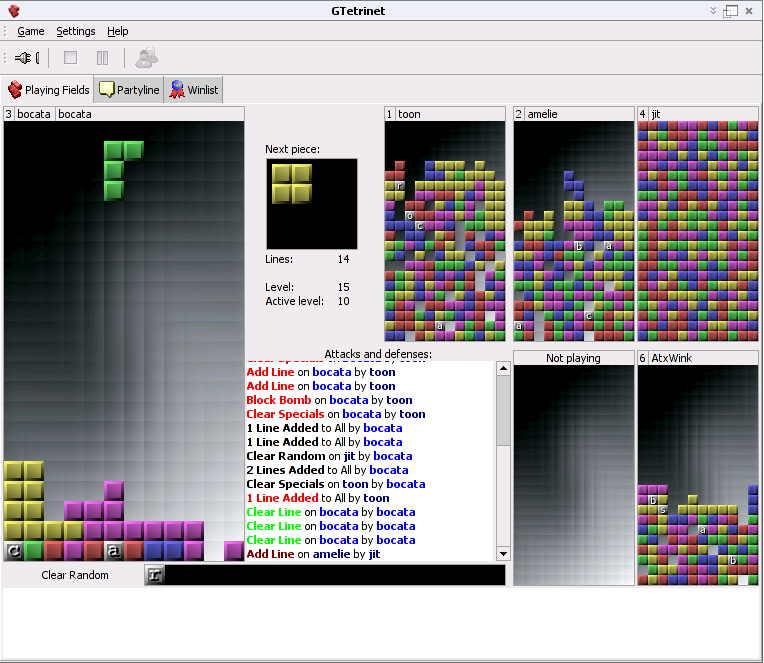
Jeu libre Tetrinet.
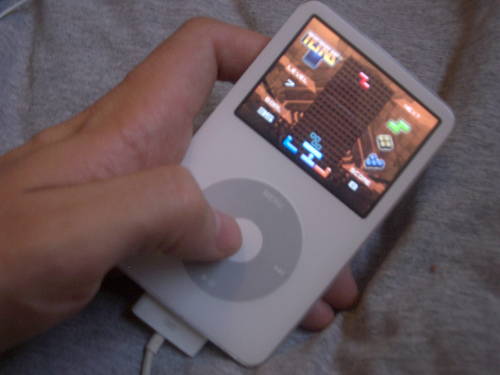
Tetris sur iPod.

À cause de sa popularité et la simplicité de développement, le jeu est souvent choisi comme exercice par les développeurs novices. Il existe ainsi des milliers de versions sur Internet, conçues par des amateurs. Dans un autre contexte, certains logiciels intègrent le jeu, en version minimaliste, sous la forme d'un easter egg, par exemple µTorrent.

### Évolution et uniformisation du concept
Au sein des franchises officielles, chaque version a pu apporter ses améliorations, grâce aux avancées technologiques et par la volonté de fournir un jeu plus complet. Certains des concepts développés sur des versions officielles ont été intégrés aux guidelines du jeu, afin d'uniformiser les futurs jeux. Les versions deviennent de plus en plus proches, permettant aux joueurs de passer de l'une à l'autre avec peu d'effort. Cependant, les développeurs restent assez libres d'ajouter de nouveaux modes et ainsi revisiter le concept sous un autre angle.
Les premiers jeux apportent beaucoup d'évolutions au concept original. Dès la version IBM PC, le jeu est doté d'une interface plus fournie. L'interface est désormais graphique et les tétriminos sont en couleur, ce qui n'était pas possible sur la machine de l'Académie des sciences affichant uniquement des caractères. Cette version intègre également plus de statistiques que la version de Pajitnov, avec le nombre de tétriminos posés pour chaque type existant, ainsi qu'un guide avec les touches.
En 1989, Nintendo intègre le multijoueur via le Câble link sur Game Boy. Tetris est par ailleurs le premier jeu à utiliser cet accessoire. Tetris DS ira plus loin en permettant de faire une partie jusqu'à 10 joueurs mais aussi de jouer en ligne, via Wi-Fi. En 2014, Ubisoft poursuit avec Tetris Ultimate qui offre les modes multijoueur local et en ligne.

#### Boutons de contrôles

Différence entre soft et hard drop. Le premier tétrimino utilise le soft, tandis que les suivants utilisent le hard drop.

De nouveaux contrôles apparaissent également pour améliorer la jouabilité. Alors que les premières versions ne permettaient de tourner les tétriminos que dans un sens, la norme est désormais d'avoir deux boutons qui permettent une rotation dans les deux sens. Certains jeux permettent également la double rotation, effectuant un 180° en une touche, par exemple sur le clone Quadra. De même, le soft drop, permettant de faire tomber une pièce plus rapidement, et le hard drop, qui consiste à faire chuter immédiatement le tétrimino, permettent de glaner plus de points. Ces deux mécanismes sont désormais répandus dans les jeux après les années 2000. Ainsi, les guidelines de The Tetris Company définissent les 4 actions sur la croix directionnelle des manettes : la touche Haut réalise un hard drop, la touche Bas active le soft drop et les touches Gauche et Droite décalent le tétrimino. Deux autres touches sont nécessaires pour assigner les deux sens de rotation.
Pour faciliter le jeu, des versions intègrent une réserve, afin de permettre au joueur de stocker temporairement une pièce, qu'il peut réutiliser plus tard. Apparue pour la première fois dans The New Tetris, cette fonction est devenue indispensable selon The Tetris Company,. Enfin, les jeux les plus récents intègrent la notion de ghost piece (pièce fantôme), permettant au joueur de voir où va atterrir le tétrimino. Ceci facilite le jeu des débutants mais également des plus avancés qui utilisent énormément le hard drop.

#### Modes de jeux
Les principaux changements au cours du temps sont sur les modes de jeux proposés. À partir des années 1990, plusieurs nouveaux modes de jeux font leur apparition. La version Game Boy instaure 2 modes, appelés Type A et Type B. Le Type A est le mode marathon, où le joueur doit réaliser le meilleur score possible sans limite de temps. Le Type B, plus communément appelé sprint, ajoute une limite de 25 lignes (pouvant différer dans les versions suivantes du jeu), à réaliser le plus rapidement possible. Cette version ajoute également la possibilité d'initialiser le tableau de jeu avec des tétriminos de base.
En 2006, la version DS de Nintendo propose de nouveaux modes, pour un total de 6,. En plus du mode standard, 5 modes inédits voient le jour :
- Mission : le joueur doit réaliser certaines actions (effectuer une ou plusieurs lignes avec un tétrimino précis par exemple) dans un temps limité ;
- Pousser : le joueur doit réaliser des combinaisons pour repousser l'ennemi, comme dans le multijoueur classique, mais avec un plateau de jeu rappelant le tir à la corde ;
- Toucher : profitant de la fonction tactile de la console, ce mode consiste à déplacer au stylet les tétriminos déjà en place afin de faire chuter une cage en moins de coups possible ;
- Attraper : au lieu de tourner les tétriminos, le joueur tourne le plateau de jeu et doit réaliser des cubes autour du noyau ;
- Puzzle : le joueur choisit l'ordre des pièces et leurs rotations afin de compléter un tableau.

Désormais, les jeux comportent plusieurs modes afin de varier les parties : entre le jeu seul et à plusieurs, Tetris Friends propose 11 modes différents, Tetris Ultimate en a 6 et 4 modes exclusifs à la version Nintendo 3DS,.

## Postérité

### Dans la culture populaire
Le jeu est devenu au fil des années une référence incontournable du jeu vidéo, au même rang que Pac-Man, Mario ou Pokémon. En plus des jeux sur support informatique, Tetris se décline dans un ensemble d'objets : mug, lampe, bibliothèque, etc. Il trouve également écho dans la population, car des fans se déguisent en tétrimino. Comme pour les jeux, The Tetris Company surveille l'utilisation de sa marque et se charge de fournir des autorisations pour les utilisations commerciales dérivées de Tetris.
En 1993, le cosmonaute russe Aleksandr Serebrov décide d'emporter le jeu ainsi que la console qui le contient à bord du vaisseau Soyouz TM-17 lors de l'expédition Mir EO-14. Ce voyage, qui dura 196 jours, fait de Tetris le premier jeu vidéo à être joué dans l'espace.
En 2013, la société signe un accord avec Hasbro pour éditer les jeux Jenga et Bop It, vendus à partir du mois d'août de la même année. Un jeu de société nommé Tetris Link a aussi vu le jour, mélangeant les principes de jeu de Tetris et de Blokus.

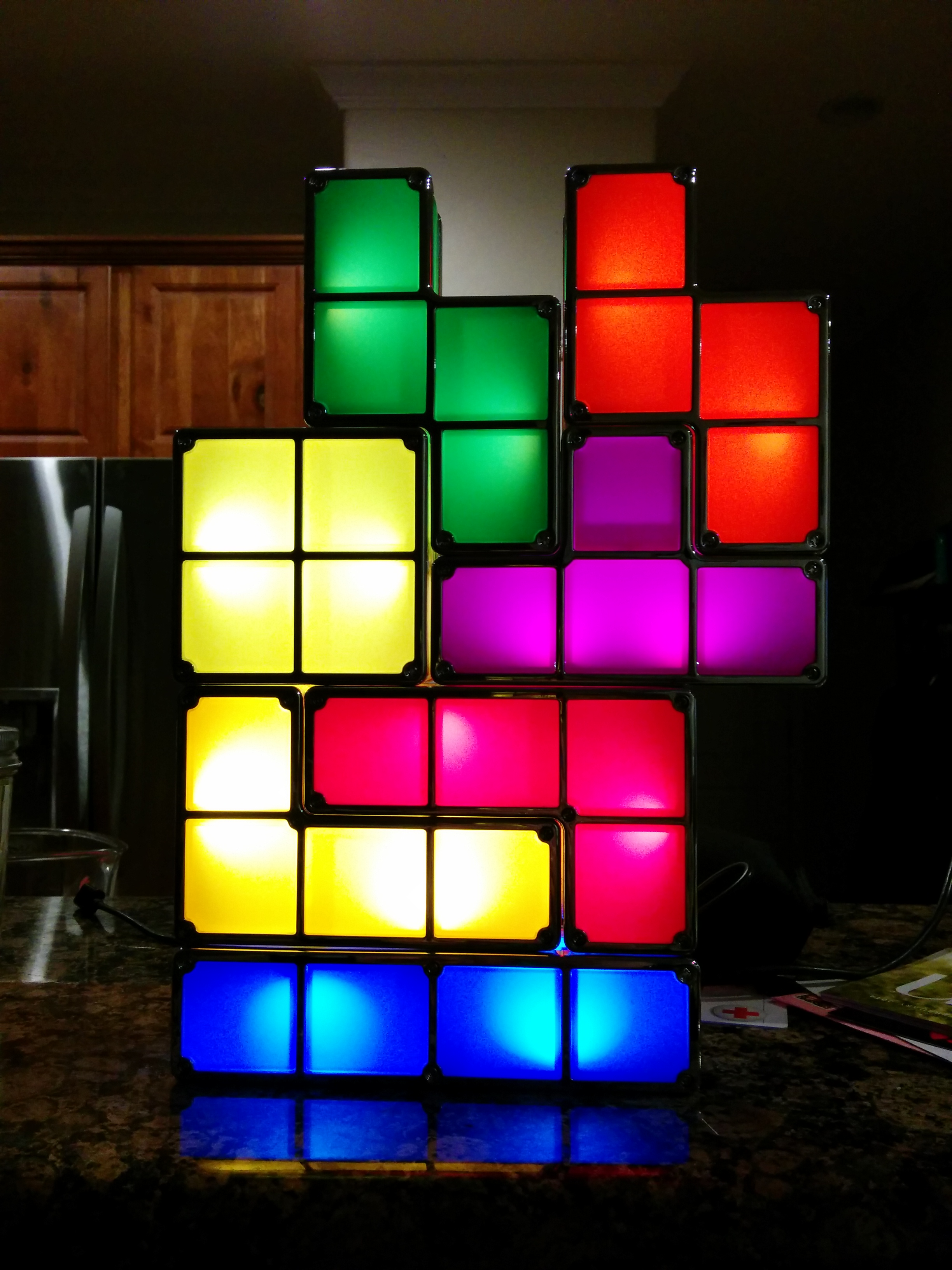
Lampe formée de tétriminos.
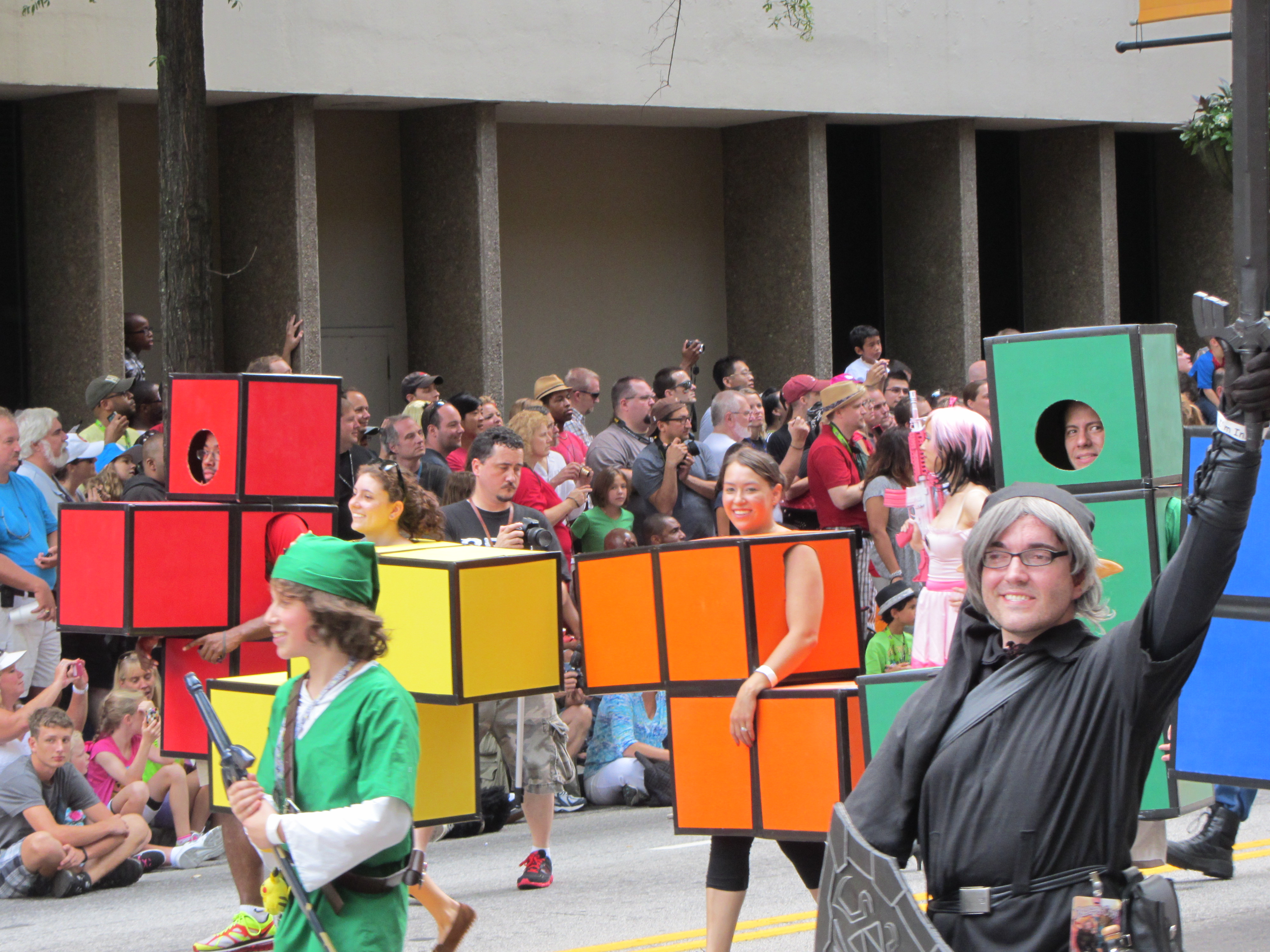
Costumes de tétriminos lors d'un défilé.
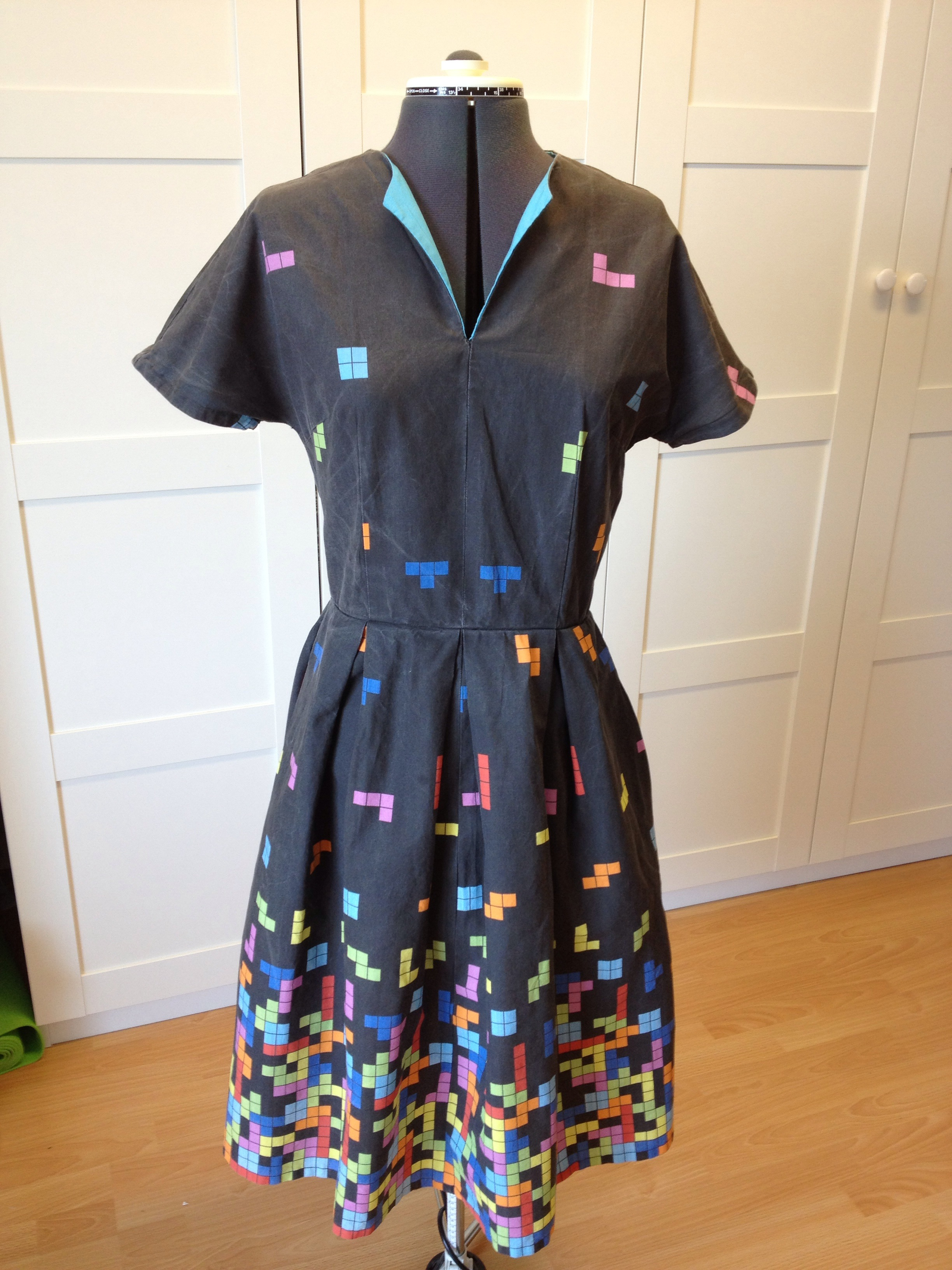
Robe Tetris.
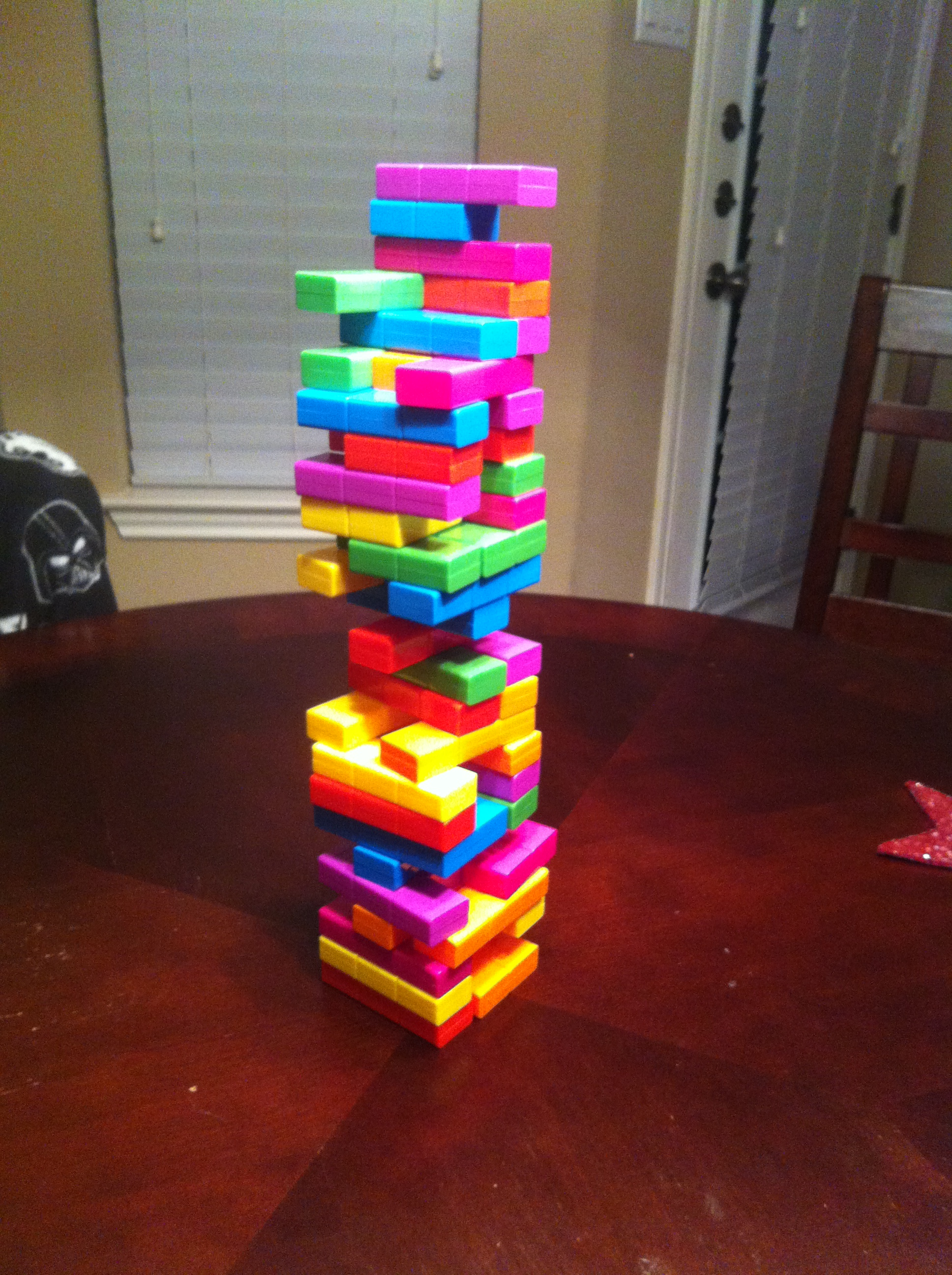
Jeu de société Jenga Tetris.

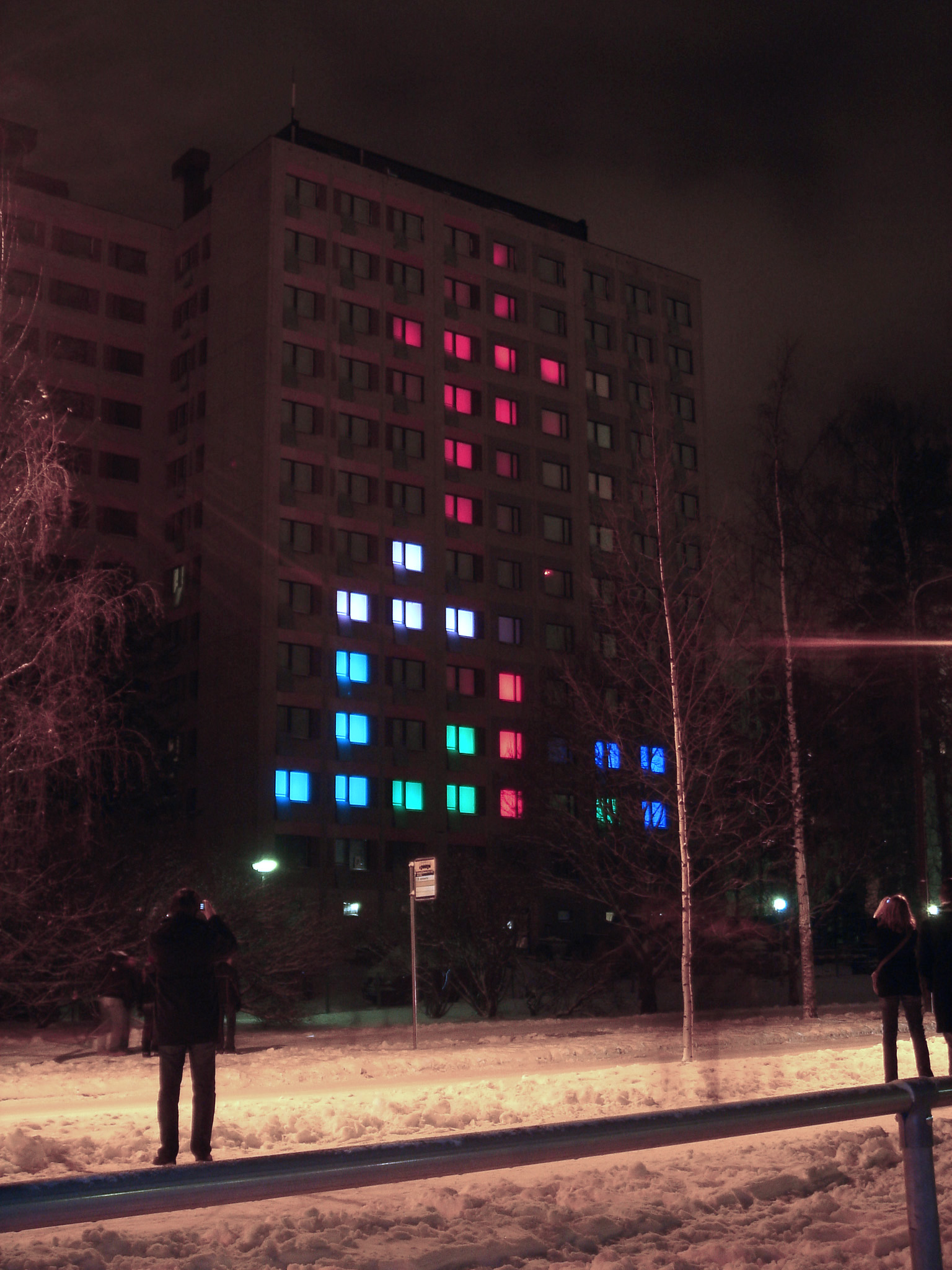
Bâtiment diffusant une partie de Tetris via la lumière de ses bureaux.

La simplicité de Tetris a amené des fans à simuler des parties sur de plus grandes surfaces qu'une console de jeu. Le 15 septembre 2010, la plus grande partie de Tetris, certifiée par le Livre Guinness des records, est jouée avec un plateau de jeu de 105,79 m2, lors de l'émission The Gadget Show filmée à Birmingham,. Un autre exemple bien connu est la prestation au MIT, sur le Green Building dans la soirée du 20 avril 2012. Le bâtiment était composé de 17 étages avec 9 pièces en largeur sur une de ses faces. Chaque pièce, équipée d'un système d'éclairage, affichait une couleur unie différente, selon l'état du jeu,. Un programme, gérant l'éclairage de chaque pièce, simulait les pièces et le plateau de jeu de Tetris. Les passants pouvaient modifier la disposition des pièces grâce à une console à 70 mètres du bâtiment. Le jeu comportait trois niveaux : le second rendait le jeu plus complexe avec des couleurs atténuées et le troisième modifiait les couleurs de toutes les pièces du plateau à chaque image. L'ensemble du code du projet, réalisé par des chercheurs du MIT, est disponible librement sur GitHub. Ces performances ont inspiré de nombreux étudiants et autres résidents d'immeubles, qui ont effectué la même activité avec les fenêtres de dortoirs.
Le jeu télévisé The Brain Wall, diffusé au Japon, force les candidats à devenir des pièces de Tetris, afin de passer à travers des obstacles et ainsi éviter de chuter dans l'eau. Le concept sera repris dans plusieurs pays, dont en France, sur la chaine TMC avec Le Mur infernal. Avec le développement des vidéos timelapse, plusieurs réalisations amateures apparaissent sur Internet, mettant en scène plusieurs personnes formant des tétriminos « humains ».
Tetris se répand également au-delà du jeu vidéo. Le 30 septembre 2014, Larry Kasanoff, le producteur du film Mortal Kombat, annonce au Wall Street Journal que sa société, Threshold Entertainment, et la Tetris Company allaient adapter Tetris au cinéma sous forme de film de science-fiction. En mai 2016, le producteur annonce que le projet se décline en une trilogie. Une bande dessinée relatant l'histoire du jeu sort en juillet 2019.
Fin mars 2023, Apple TV+ sort le film Tetris, retraçant l'histoire de la création du jeu vidéo dans les années 80 puis la bataille juridique qui a lieu autour des droits de propriété du jeu Tetris.

### Dans la recherche académique
En plus de sa conception au sein de l'Académie des sciences de l'URSS, Tetris est fréquemment étudié dans la recherche académique. Vladimir Pokhilko est le premier à mener des études de psychologie avec le jeu, quelques années après sa sortie. D'autres recherches seront ensuite menées en calculabilité, en algorithmique ou en psychologie cognitive.
Tetris fait régulièrement l'objet d'études en théorie de la complexité. Bien qu'une partie soit en pratique infinie, comme le démontre Brzustowski, Liban-Nowell et al. prouvent en 2002 que déterminer le placement optimal des pièces pour faire le plus de lignes, maximiser les combos et limiter la hauteur maximale du plateau de jeu sont des problèmes NP-complet. Cela signifie que, malgré la simplicité des règles du jeu, il est difficile pour un ordinateur de fournir la combinaison parfaite avec une suite de tétriminos donnée.
L'effet Tetris est étudié en psychologie. En cas de trop longues sessions de jeux vidéo, le joueur peut souffrir d'un syndrome qui altère les pensées et les rêves en fonction du jeu auquel il a joué. Expérimenté pour la première fois avec Tetris, les joueurs peuvent s'imaginer ranger les objets de leur quotidien par empilement à la manière du jeu ou rêver de briques chutant. Plusieurs recherches montrent que Tetris interviendrait au niveau de la mémoire procédurale, permettant à des gens ayant des troubles de mémoires de rêver de chutes de pièces sans se souvenir d'y avoir joué. Une étude de Holmes et al. de 2009 montre que Tetris peut également empêcher les souvenirs de traumatismes de ressurgir si le patient joue au jeu après un choc.
En 2013, une étude de l'université de Plymouth avance que jouer à Tetris permettrait de réduire les addictions. Les chercheurs ont demandé à un groupe de 119 personnes leurs degrés d'envie pour divers besoins : nourriture, caféine, nicotine, etc. Les participants ayant joué à Tetris pendant trois minutes voient leurs envies diminuer de 24 % alors que les autres, restés inactifs devant un programme qui charge, n'observent aucun changement. Les chercheurs concluent que jouer à Tetris, ou plus généralement faire travailler la mémoire visuo-spatiale, peut permettre de faire oublier la sensation de faim, de soif et le manque de nicotine.

### Records
À cause de son aspect addictif, Tetris a rapidement amené des joueurs à tenter d'établir des records. La mesure la plus facile pour comparer les performances est le score, puisque c'est l'une des informations fournies par le jeu. Le temps n'est pas représentatif du niveau dans certaines versions, à cause du easy spin qui bloque une pièce dans sa chute.
Le nombre de points devient cependant vite une limite : pour des raisons techniques, les premières versions limitent le score à un nombre à 6 ou 7 chiffres. La version originale sur Game Boy est par exemple limitée à 999 999. Par la suite, Tetris DX ajoute un chiffre supplémentaire, permettant d'aller jusqu'à 9 999 999. Cependant les joueurs atteignent vite ce palier, en quelques heures de jeu. Tetris DS accorde un chiffre de plus au score mais ne mémorise qu'un nombre de lignes sur 3 chiffres, jusqu'à 999. Cette limitation ne permet pas d'effectuer de classement pour les joueurs de haut niveau. Le jeu possède par ailleurs un bug, puisque le record n'est pas enregistré s'il égale 999 999 999.
Pour résoudre ces problèmes, certains jeux mettent alors en place des parties limitées en temps. Le joueur doit alors réaliser le plus grand score ou réaliser le plus grand nombre de lignes. Néanmoins, le nombre important de versions rend difficile la comparaison des scores de chaque joueur. Le Livre Guinness des records attribue le record du plus grand nombre de lignes effectuées à Harry Hong, sur Tetris DX. Le 13 septembre 2007, le joueur américain réalise 4 988 lignes ainsi que le score maximum de 9 999 999.
Selon le site Twin Galaxies, le record sur borne d'arcade est détenu par Jeff Craggy, depuis le 3 avril 2012, avec un score de 2 072 133, alors que fureur.org attribue le record à Matthieu Valles, avec 2 289 756 points. Le précédent record, par Stephen Krogman le 5 juin 1999, s'élevait à 1 648 905. Pour illustrer les différences entre les versions, le record certifié sur Game Boy est 748 757 points, par Uli Horner. Dans la catégorie féminine, en prenant en compte la performance de Valles, Clémence Larrat détient le record mondial, avec un score de 2 194 094 points obtenu lors de la Tetris World Cup de Tampa, en Floride, le 4 avril 2010. Sur la version NES, le record de points est de 8 952 432 points par P1xelAndy le 12 janvier 2024
Depuis sa sortie en novembre 2014, la version Tetris Ultimate dispose d'un classement général international. Au début du développement du jeu, Pajitnov a demandé de pouvoir « savoir qui est le meilleur joueur au monde ». Ainsi, le jeu permet de voir le meilleur score de l'ensemble des joueurs du globe, indépendamment de la plate-forme, et de voir la partie afin d'étudier la stratégie de jeu par exemple.
Le 21 décembre 2023, Willis Gibson, joueur de 13 ans connu sous le pseudonyme Blue Scuti, devient le premier joueur au monde à « battre » la version originale du titre, sortie en 1990 en Europe sur NES : en atteignant le niveau 157, il réussit à créer l'action nécessaire pour faire bugger le jeu et ainsi le « geler », ainsi réalisant le tout premier « True Kill-screen » (littéralement vrai tueur d'écran) qui fait atteindre ses limites techniques au jeu et enfin le faire crash. Ce score, réussi par Willis Gibson en moins de quarante minutes, n'était présumé atteignable que par une intelligence artificielle.

### Polémique sur l'histoire de la série
Depuis la reprise des droits par Pajitnov, via The Tetris Company, le créateur tente à plusieurs reprises de réécrire l'histoire de Tetris,. Depuis la fin des années 2000, le site officiel ne fait aucune mention de Dmitri Pavlovski et Vadim Guerassimov, qui l'ont pourtant aidé à concevoir et promouvoir les premières versions du jeu,.

Le logo de Google du 6 juin 2009 célébrant le de Tetris.

De la même façon, la date de création du concept suscite le débat. Plusieurs sources se contredisent : le site officiel évoque juin 1984, alors que d'autres sources évoquent 1985 voire 1986. Selon Guerassimov, le co-développeur original, le jeu n'aurait été finalisé qu'après Antix, un autre jeu élaboré au sein de l'Académie des sciences, en 1985. Ces contradictions sont d'autant plus étranges que la date de 1984 apparaît sur le site officiel en 2009, à la veille des 25 ans du jeu, fixé le 6 juin. Plusieurs anonymes ont conclu que le service communication de la société a voulu établir une date de naissance fixe.
Cette date est celle désormais utilisée pour les hommages. Le 6 juin 2009, Google rend hommage à Tetris. En juin 2014, Ubisoft annonce la sortie de Tetris Ultimate pour souligner les 30 ans de la licence.
Le site officiel met également de côté les problèmes de droits qu'a subis la licence à la fin des années 1980. Selon la page d'informations de 2014, la licence aurait été développée uniquement par Pajitnov avant que Nintendo ne s'intéresse au jeu. Spectrum HoloByte et Mirrorsoft ne sont pas cités une seule fois, alors qu'ils ont fortement contribué à populariser Tetris en Occident.